# Furgoneta mediana (Sevel)
La furgoneta mediana de Sevel es una camioneta estilo furgón, que es producida desde 1994 por el fabricante franco-italiano Sevel Nord. Este fabricante es una empresa conjunta establecida entre los fabricantes Fiat y Peugeot y que desde 2022 se encuentra bajo la órbita del conglomerado Stellantis. A lo largo de su producción, fue producida y ofrecida bajo las marcas Fiat, Peugeot, Citroën, Opel/Vauxhall y Toyota. Al mismo tiempo y como consecuencia de un acuerdo firmado entre la sociedad Sevel y el fabricante japonés Toyota, esta camioneta fue producida también bajo la marca japonesa, desde su segunda generación.
Ha sido producida en tres generaciones, siendo la primera estrenada en el año 1994, la segunda en 2007 y la tercera en 2016. En todos esos períodos fue producida bajo las nomenclaturas Fiat Scudo, Peugeot Expert, Citroën Jumpy y Toyota ProAce. Su plaza de producción fue la planta ubicada en Valenciennes.
En el  Reino Unido, Citroën comercializó su producto bajo la nomenclatura Citroën Dispatch. A su vez, en 2007 Peugeot presentó además de la Expert en versión de carga, la versión minibús que fue conocida como Expert Tepée. En el año 2011 y como parte de un acuerdo firmado con PSA, el fabricante japonés Toyota adquirió la licencia para producir la segunda generación de estas camionetas, siendo en este caso comercializadas bajo la nomenclatura Toyota ProAce.
Tras la finalización de la producción de la segunda generación en 2016, Fiat abandonó parcialmente la sociedad Sevel, dejando de lado la producción de su furgón mediano, pero manteniendo la producción de su furgoneta Ducato. La razón de la salida momentánea de esta sociedad, se debió a un acuerdo firmado entre Fiat y Renault, por el cual la casa italiana produjo una camioneta mediana, basada en la furgoneta mediana Renault Trafic, que fue ofrecida bajo el nombre de Fiat Talento. Por su parte, PSA continuó con el acuerdo con Toyota, iniciando la tercera generación de su furgoneta mediana, ofreciéndola bajo las marcas Peugeot, Citroën y Toyota. A su vez, la adquisición del tándem Opel-Vauxhall de General Motors, por parte del Grupo PSA, posibilitó la producción de esta camioneta bajo las marcas Opel de Alemania y Vauxhall de Inglaterra, compartiendo la nomenclatura Vivaro.
Finalmente y tras la constitución de Stellantis luego de la fusión entre Fiat Chrysler Automobiles y el Grupo PSA, la producción de Sevel fue asumida por el nuevo conglomerado ítalo-francés, lo que supuso el final del acuerdo de producción entre Fiat y Renault, y el retorno a la producción de la furgoneta mediana de Sevel bajo la marca Fiat. A partir de 2022, Fiat se reincorporó a la producción de este modelo, reutilizando la nomenclatura Scudo para la versión de carga y haciendo lo mismo con la nomenclatura Ulysse, para su versión de pasajeros.

## Primera generación (1994-2006)
Citroën lanzó la primera generación de Jumpy en junio de 1995, optando por nombrar el modelo "Dispatch" en los mercados de habla inglesa, como Gran Bretaña. Peugeot y Fiat siguieron con sus modelos rebautizados en julio de 1995 y febrero de 1996, respectivamente. Las furgonetas difieren poco técnica y visualmente; un ejemplo de ingeniería de insignias.
Comparten la mecánica y la estructura de la carrocería con las minivans Sevel Nord Eurovans: Citroën Evasion (Synergie), Fiat Ulysse, Lancia Zeta y Peugeot 806. Los motores disponibles en todos los modelos son diferentes, y el Fiat tiene sus propios motores separados de los instalados en Citroën y Peugeot. El Fiat Scudo reemplazó a la primera generación del Fiat Talento.
|                                          |
| Citroën Dispatch 1995-2004 (Reino Unido) |

|                         |
| 1995-2004 Citroën Jumpy |

|                          |
| 1995–2004 Peugeot Expert |

|                      |
| 1995-2004 Fiat Scudo |

### Rediseño
El modelo recibió un lavado de cara en marzo de 2004, que cambió la mayor parte de la parte delantera, incluidos el parachoques y el capó; por primera vez, los faros se combinaron con los intermitentes en lugar de ser un conjunto de luces separado. 
|                                                     |
| Citroën Dispatch rediseñado 2004-2006 (Reino Unido) |

|                         |
| 2004–2006 Citroën Jumpy |

|                          |
| 2004–2006 Peugeot Expert |

|                      |
| 2004–2006 Fiat Scudo |

### Motorizaciones
| Modelo              | Motor               | Cilindrada          | Tren de válvulas    | Sistema de combustible                             | Potencia máxima             | Par motor máximo                   | Período             |
| Motores de gasolina | Motores de gasolina | Motores de gasolina | Motores de gasolina | Motores de gasolina                                | Motores de gasolina         | Motores de gasolina                | Motores de gasolina |
| ------------------- | ------------------- | ------------------- | ------------------- | -------------------------------------------------- | --------------------------- | ---------------------------------- | ------------------- |
| 1.6 i.e.            | Fiat 220A2000       | 1,581 cc            | SOHC 8v             | Inyección monopunto                                | 79 CV (58 kW) @ 5,750 rpm   | 125 N·m (92,2 lb·pie) @ 2,750 rpm  | 1996–2000           |
| 2.0 i.e.            | PSA EW10            | 1,997 cc            | DOHC 16v            | Inyección multipunto                               | 136 CV (100 kW) @ 6,000 rpm | 190 N·m (140 lb·pie) @ 4,100 rpm   | 2000–2006           |
| Motores diesel      |                     |                     |                     |                                                    |                             |                                    |                     |
| 1.9 D               | PSA XUD9            | 1,905 cc            | SOHC 8v             | Inyección indirecta                                | 69 CV (51 kW) @ 4,600 rpm   | 120 N·m (88,5 lb·pie) @ 2,000 rpm  | 1996–1999           |
| 1.9 D               | PSA DW8             | 1,868 cc            | SOHC 8v             | Inyección indirecta                                | 69 CV (51 kW) @ 4,600 rpm   | 125 N·m (92,2 lb·pie) @ 2,500 rpm  | 1999–2006           |
| 1.9 TD              | PSA XUD9TE          | 1,905 cc            | SOHC 8v             | Inyección indirecta                                | 92 CV (68 kW) @ 4,000 rpm   | 196 N·m (144,6 lb·pie) @ 2,250 rpm | 1996–1999           |
| 2.0 JTD             | PSA DW10            | 1,997 cc            | SOHC 8v             | Common rail (inyección directa)                    | 94 CV (69 kW) @ 4,000 rpm   | 215 N·m (158,6 lb·pie) @ 1,750 rpm | 1999–2006           |
| 2.0 JTD             | PSA DW10            | 1,997 cc            | SOHC 8v             | Common rail (inyección directa)                    | 109 CV (80 kW) @ 4,000 rpm  | 250 N·m (184 lb·pie) @ 1,750 rpm   | 1999–2006           |
| 2.0 JTD 1           | PSA DW10            | 1,997 cc            | DOHC 16v            | Common rail direct Common rail (inyección directa) | 109 CV (80 kW) @ 4,000 rpm  | 270 N·m (199 lb·pie) @ 1,750 rpm   | 2000–2006           |

1: Solo para Fiat Scudo Combinato

## Segunda generación (2007-2016)
La segunda generación ofreció un mayor espacio de carga y más estilos de carrocería que la generación anterior. Fue lanzado en noviembre de 2006, y las entregas en los principales mercados comenzaron en enero de 2007. El Citroën está disponible en versiones de 90 bhp, 120 HP (89 kW; 122 CV; 122 CV) y 136 HP (101 kW; 138 CV; 138 CV) con la opción de cuatro motores diesel o un motor de gasolina.
El Peugeot Expert II se lanzó en enero de 2007, con la adición de un modelo  monovolumen, el Tepee.  En mayo de 2011, el modelo PSA / Fiat  Reuters  informó que la empresa terminó en 2017. Finalizó en marzo de 2016. 
|                         |
| 2007–2011 Citroën Jumpy |

|                          |
| 2007–2011 Peugeot Expert |

|                      |
| 2007–2016 Fiat Scudo |

### Rediseño
El modelo recibió un ligero lavado de cara en febrero de 2011, que cambió la parrilla y el parachoques delantero. A partir de julio de 2013, Toyota comenzó a vender una versión rebautizada llamada Toyota ProAce.
|                         |
| 2011–2016 Citroën Jumpy |

|                         |
| 2011–2016 Citroën Jumpy |

|                          |
| 2011–2016 Peugeot Expert |

|                         |
| 2013–2016 Toyota ProAce |

### Motorizaciones
| Modelo              | Motor               | Cilindrada          | Tren de válvulas    | Sistema de combustible | Potencia máxima             | Par motor máximo                 | Caja de cambios      | Período             |
| Motores de gasolina | Motores de gasolina | Motores de gasolina | Motores de gasolina | Motores de gasolina    | Motores de gasolina         | Motores de gasolina              | Motores de gasolina  | Motores de gasolina |
| ------------------- | ------------------- | ------------------- | ------------------- | ---------------------- | --------------------------- | -------------------------------- | -------------------- | ------------------- |
| 2.0 i.e.            | PSA EW10            | 1,997 cc            | DOHC 16v            | Inyección multipunto   | 140 CV (103 kW) @ 6,000 rpm | 180 N·m (133 lb·pie) @ 2,500 rpm | 5 velocidades manual | 2007–2016           |
| Motores diesel      |                     |                     |                     |                        |                             |                                  |                      |                     |
| 90 Multijet         | Ford DLD-416        | 1,560 cc            | DOHC 16v            | Common-rail            | 90 CV (66 kW) @ 4,000 rpm   | 180 N·m (133 lb·pie) @ 1,750 rpm | 5 velocidades manual | 2007–2016           |
| 120 Multijet        | PSA DW10            | 1,997 cc            | DOHC 16v            | Common-rail            | 120 CV (88 kW) @ 4,000 rpm  | 300 N·m (221 lb·pie) @ 2,000 rpm | 6 velocidades manual | 2007–2016           |
| 140 Multijet        | PSA DW10            | 1,997 cc            | DOHC 16v            | Common-rail            | 136 CV (100 kW) @ 4,000 rpm | 320 N·m (236 lb·pie) @ 2,000 rpm | 6 velocidades manual | 2007–2016           |
| 165 Multijet        | PSA DW10            | 1,997 cc            | DOHC 16v            | Common-rail            | 163 CV (120 kW) @ 3,750 rpm | 340 N·m (251 lb·pie) @ 2,000 rpm | 6 velocidades manual | 2010–2016 2010–2016 |

## Tercera generación (K0) (2016-presente)

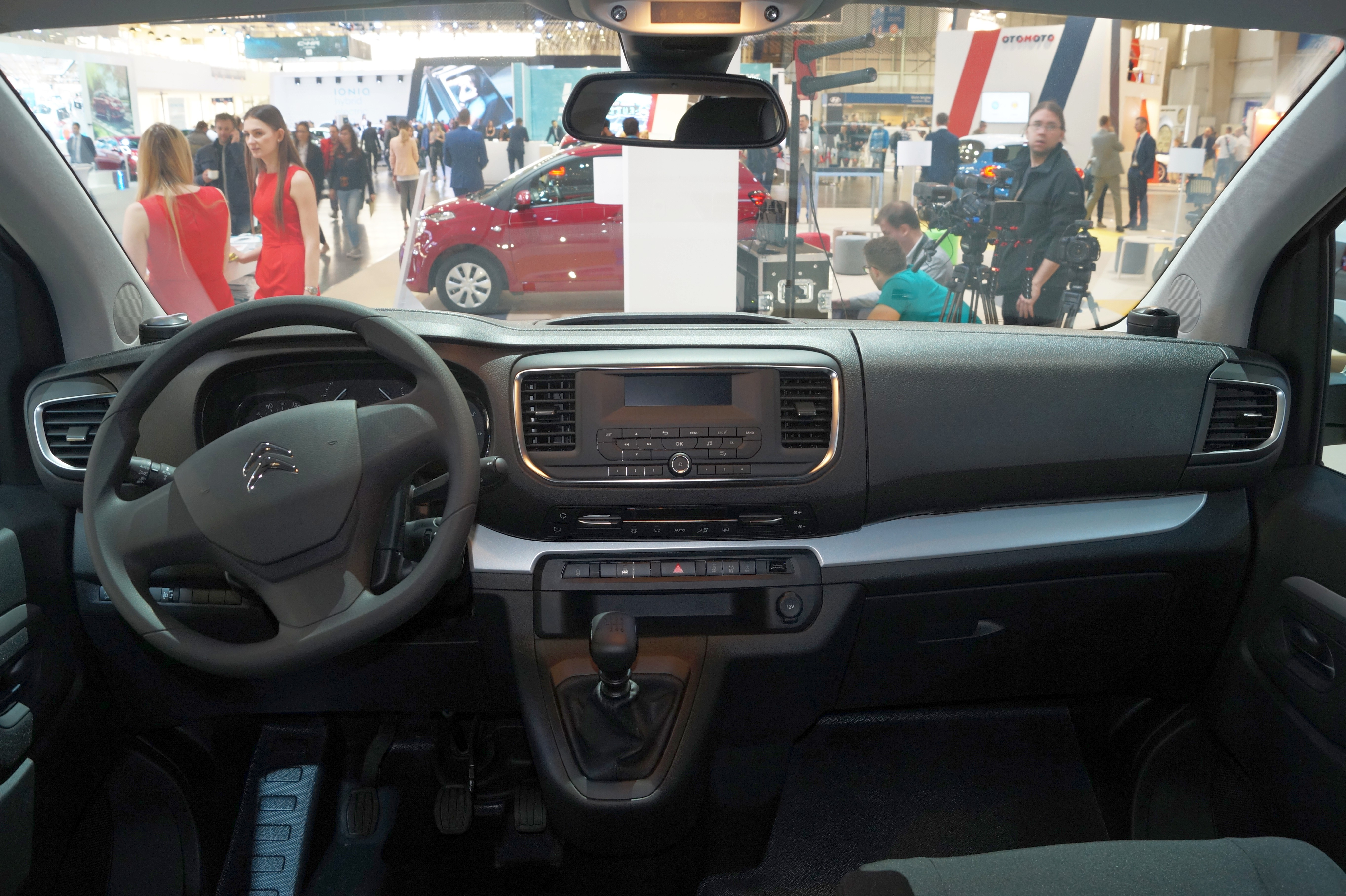
Interior (Citroën SpaceTourer)

En el  Salón del automóvil de Ginebra 2016, Citroën, Peugeot y Toyota revelaron su última generación de sus respectivas furgonetas. Con esta nueva generación, las furgonetas se volvieron más contemporáneas y los modelos Citroën y Peugeot ganaron nuevos nombres para las versiones de pasajeros:  'Citroën SpaceTourer'  y  'Peugeot Traveller' . Toyota retuvo parcialmente el nombre ProAce, llamando a su versión  'ProAce Verso' .
Las variantes comerciales se lanzaron en marzo de 2016, bajo los nombres  'Citroën Jumpy' ,  'Peugeot Expert'  y  'Toyota ProAce' . 
El Fiat Scudo fue reemplazado por una segunda generación del Fiat Talento, que es un Renault Trafic rebautizado. A la luz de la adquisición por el Groupe PSA de Opel / Vauxhall en marzo de 2017, Renault notificó formalmente el cese del acuerdo para poder producir el modelo derivado de Opel / Vauxhall Vivaro, entonces actual, basado en el Renault Trafic, bajo licencia. Las placas de identificación de Fiat Scudo y Ulysse se revivieron en 2022 para la camioneta Sevel de tercera generación.
En octubre de 2019, la camioneta recibió un lavado de cara que introdujo un nuevo motor diésel EcoJet de 2.0 litros que es un 11% más eficiente en combustible que el antiguo turbocompresor de 1.6 litros y geometría variable para un rendimiento del motor más suave a bajas velocidades. Los pequeños cambios exteriores incluyen un parachoques delantero revisado y espejos retrovisores de plástico negro en lugar de los pintados. El interior recibió un volante actualizado, almohadillas de choque texturizadas en el tablero, una nueva opción de adornos interiores y un sistema de información y entretenimiento con pantalla táctil de 7 pulgadas compatible con Apple CarPlay y Android Auto. 
Desde 2017, tanto Citroën Jumpy como Peugeot Expert se ensamblan como  CKD en Montevideo, Uruguay. A partir de octubre de 2019 , Nordex SA ha producido 13.000 unidades, y la mayoría de ellos se exportan a Brasil y Argentina.
En marzo de 2018, PSA inició la producción de Peugeot Expert y Citroën Jumpy en su planta rusa, en Kaluga. El mes siguiente comenzó la producción de Traveller y SpaceTourer en la misma fábrica. En diciembre de 2019, el Opel Zafira Life se unió a ellos en las líneas de montaje de Kaluga, seguido del Vivaro unos meses después. 
En abril de 2018, PSA anunció que la planta de Luton comenzaría la producción de la tercera generación de Jumpy a principios de 2019, que también sería identificada como Opel / Vauxhall Zafira Life / Vivaro Life / Vivaro para reemplazar el Vivaro basado en Trafic. 
El 18 de mayo de 2021, Opel reveló el Vivaro-e Hydrogen. Esta nueva versión tiene una carga útil de 1100 kg (en comparación con los 1200 kg del Vivaro-e y los 1400 kg del Vivaro). El Vivaro-e Hydrogen combina una pila de combustible de 45 kW con una batería de iones de litio de 10,5 kW.  Los tanques de almacenamiento de hidrógeno son suministrados por Symbio, una empresa conjunta entre Michelin y Faurecia. A continuación, Peugeot presentó su e-Expert Hydrogen. Estas furgonetas se fabrican en la planta de  Valenciennes y se convierten en hidrógeno en la antigua planta de Opel en  Rüsselsheim.  
En enero de 2022, Stellantis deja de comercializar las versiones de combustión interna de sus furgonetas de pasajeros en Europa (excepto Suiza y los países balcánicos). Esta decisión viene motivada principalmente por una decisión de reducir las emisiones medias de CO2 de los vehículos comercializados por la compañía en Europa de acuerdo con la normativa CAFE (Corporate Average Fuel Economy) establecida por la Unión Europea. Como resultado, SpaceTourer, Traveler y Zafira Life ahora solo se ofrecen en sus versiones 100% eléctricas y de hidrógeno. Las furgonetas no se ven afectadas por este cambio, ni los modelos con distintivo Toyota, ya que el fabricante japonés está en línea con los objetivos de la normativa CAFE .

### Producción
Desde 2017, tanto Citroën Jumpy como Peugeot Expert se ensamblan como CKD en Montevideo, Uruguay.  A octubre de 2019, Nordex S.A. ha producido 13.000 unidades, la mayoría de ellos se exportan a Brasil y Argentina.
En marzo de 2018, PSA inició la producción del Peugeot Expert y Citroën Jumpy en su planta rusa, en Kaluga. Al mes siguiente comenzó la producción del Traveler y SpaceTourer en la misma fábrica. En diciembre de 2019, el Opel Zafira Life se unió a ellos en las cadenas de montaje de Kaluga, seguido del Vivaro unos meses después.
En abril de 2018, PSA anunció que la planta de Luton comenzaría la producción de la Jumpy de tercera generación a partir de principios de 2019, que también se identificaría como Opel/Vauxhall Zafira Life/Vivaro Life/Vivaro para reemplazar al Vivaro basado en Trafic.
En febrero de 2022, Stellantis comenzó a exportar parte de la producción de la planta rusa de Kaluga a Europa Occidental, donde se fabrican los modelos Citroën, Peugeot y Opel. En marzo de 2022, Stellantis detuvo las exportaciones de Rusia tras la invasión de Ucrania por parte de Moscú, poniendo fin al programa de exportación de corta duración de Kaluga.

Versiones eléctricas
Las versiones eléctricas tienen el distintivo y las venden varias marcas propiedad de Stellantis, así como Toyota; todos comparten un motor de tracción común con el Citroën e-Berlingo más pequeño y sus hermanos rebautizados, que tiene una potencia de 100 kilovatios (136 CV) con un par de 260 newtons·metro (191,8 lb·pie); el motor también se utiliza para turismos PSA/Stellantis eléctricos a batería, como el Peugeot e-208. Mientras que el e-Berlingo está equipado con una batería de 50 kW-h, el e-Jumpy (y sus primos rebautizados) también ofrecen una batería más grande de 75 kW-h como opción. El rango de manejo máximo citado cambia de 144 millas (231,7 km) bajo el ciclo WLTP con la batería más pequeña a 205 millas (329,9 km) (WLTP) con la batería más grande de 75 kW-hr.. Las furgonetas están equipadas con un cargador de 7,4 kW (CA) de serie y un cargador de 11 kW (CA) está disponible como opción.
| Marcas        | Furgoneta                    | Monovolumen           |
| ------------- | ---------------------------- | --------------------- |
| Citroën       | ë-Jumpy (EU) ë-Dispatch (UK) | ë-SpaceTourer         |
| Fiat          | E-Scudo                      | E-Ulysse              |
| Opel          | Vivaro-e                     | Zafira-e Life         |
| Peugeot       | e-Expert                     | e-Traveller           |
| Toyota        | Proace Electric              | Proace Verso Electric |
| Vauxhall (UK) | Vivaro Electric              | Vivaro Life Electric  |

### e-Expert
En 2019, Peugeot presentó una versión eléctrica de su camioneta Expert llamada e-Expert que comparte la misma plataforma que la Vivaro-e. El e-Expert viene con una opción de dos tamaños de batería, una de 50kWh con rango WLTP de 125 millas, o 75kWh que aumentan el rango a 186 millas. Más tarde, introducen una variante eléctrica del viajero de pasajeros llamada  'e-Traveller'  en junio de 2020.
El Traveller-e también ofrece dos tamaños de batería: una batería de 50kWh con un rango de WLTP de 143 millas y una batería de 75kWh con un rango de WLTP de 186 millas. En comparación con la versión ICE, hay algunos cambios estéticos, como una rejilla ciega, un grupo de instrumentos que incluye un indicador del nivel de carga de la batería y nuevos gráficos para el sistema de información y entretenimiento. 

### Vivaro-e
En abril de 2020, Opel presentó el Vivaro-e totalmente eléctrico con dos capacidades de batería: 50 kWh o 75 kWh; este último ofrece un alcance de hasta 330 km (205 mi) según el ciclo WLTP. El motor eléctrico produce 136 CV (100 kW; 134 HP; 100 kW) y 260 N·m (192 lb·pie; 192 lb·pie) de torque. El Vivaro-e está disponible en tres longitudes y ofrece una capacidad de carga útil de hasta 1275 kg (2811 libras). El modelo de pasajeros se llama Opel Zafira-e Life.

### ë-Jumpy
El Citroën ë-Jumpy se basa en la plataforma multienergía EMP2 (Efficient Modular Platform) de Groupe PSA. Con un volumen de carga de 4,6 metros cúbicos (XS) a 6,6 metros cúbicos (XL), el ë-Jumpy es uno de los vehículos más espaciosos del segmento. Gracias a un ancho de carga de 1,25 metros, los palés europeos también se pueden almacenar sin esfuerzo. 

### ProAce Electric
La ProAce Electric, disponible en versiones de pasajeros (Verso) y de carga, es una camioneta gemela de las camionetas eléctricas del Groupe PSA descritas anteriormente con el distintivo de Toyota. Hay dos opciones de batería, 50 kWh y 75 kWh, y el rango WLTP declarado de la última variante es de hasta 330 km (205 mi). 
El ProAce Electric es el primer vehículo de pasajeros totalmente eléctrico ofrecido bajo la marca Toyota en Europa.

### e-Ulysse
En marzo de 2022, Fiat presentó el e-Ulysse, un derivado eléctrico de batería de su furgoneta de pasajeros.

### Fiat E-Scudo/E-Ulysse

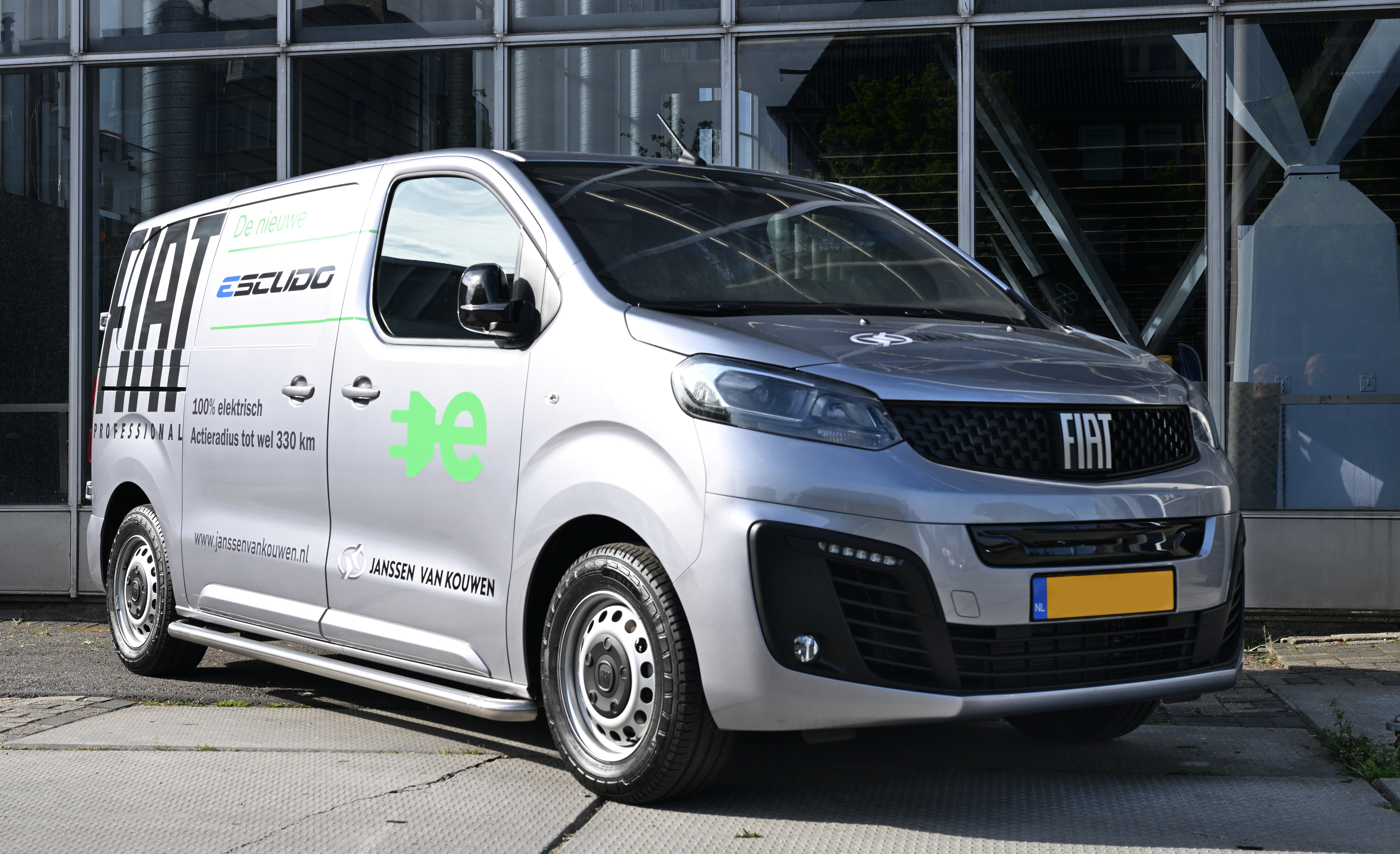
Fiat E-Scudo en exhibición en Fully Charged en 2022

En marzo de 2022, Fiat presentó el E-Ulysse, un derivado eléctrico de batería de su camioneta de pasajeros. La versión de carga se llama E-Scudo.

### Hidrógeno
El 18 de mayo de 2021, Opel presentó el Vivaro-e Hydrogen. Esta versión tiene una carga útil de 1100 kilogramos (2425,1 lb) (contrariamente a los 1200 kilogramos (2645,5 lb) de la versión eléctrica y los 1400 kilogramos (3086,5 lb) de la versión de combustión). El Vivaro-e Hydrogen combina una celda de combustible de 45 kW con una batería de iones de litio de 10,5 kW. TLos cilindros de hidrógeno son suministrados por Symbio, una empresa conjunta entre Michelin y Faurecia. Peugeot presentó su e-Expert Hydrogen unos días después y Citroën su ë-Jumpy Hydrogen. Estos vehículos se fabrican en la planta de Valenciennes y luego se convierten a hidrógeno en la antigua planta de Opel en Rüsselheim.

### Motorizaciones
| Modelo         | Motor          | Cilindrada     | Tren de válvulas | Tipo de motor                  | Potencia máxima: CV (kW) @ rpm | Par máximo: Nm @ rpm             | Transmisión                                         | Periodo                 |
| Motores diesel | Motores diesel | Motores diesel | Motores diesel   | Motores diesel                 | Motores diesel                 | Motores diesel                   | Motores diesel                                      | Motores diesel          |
| -------------- | -------------- | -------------- | ---------------- | ------------------------------ | ------------------------------ | -------------------------------- | --------------------------------------------------- | ----------------------- |
| 95 Multijet    | Ford DLD-416   | 1,560 cc       | DOHC 16v         | Common rail, inyección directa | 90 CV (66 kW) @ 3,750 rpm      | 210 N·m (155 lb·pie) @ 1,750 rpm | Manual, cinco velocidades                           | 2016–2019               |
| 115 Multijet   | Ford DLD-416   | 1,560 cc       | DOHC 16v         | Common rail, inyección directa | 115 CV (85 kW) @ 3,500 rpm     | 300 N·m (221 lb·pie) @ 1,750 rpm | Manual, 6 velocidades                               | 2016–presente           |
| 120 Multijet   | PSA DW10       | 1,997 cc       | DOHC 16v         | Common rail, inyección directa | 120 CV (88 kW) @ 3,750 rpm     | 340 N·m (251 lb·pie) @ 2,000 rpm | Manual, 6 velocidades                               | 2016–presente           |
| 150 Multijet   | PSA DW10       | 1,997 cc       | DOHC 16v         | Common rail, inyección directa | 150 CV (110 kW) @ 4,000 rpm    | 370 N·m (273 lb·pie) @ 2,000 rpm | Manual, 6 velocidades                               | 2016–presente           |
| 180 Multijet   | PSA DW10       | 1,997 cc       | DOHC 16v         | Common rail, inyección directa | 180 CV (132 kW) @ 3,750 rpm    | 400 N·m (295 lb·pie) @ 2,000 rpm | Automático, 6 velocidades Automático, 8 velocidades | 2016–2019 2019-presente |
| Vivaro-e       | eléctrico      | -              | -                | -                              | 135 CV (99 kW)                 | 260 N·m (192 lb·pie)             | -                                                   | 2020–presente           |

#### Versiones comerciales

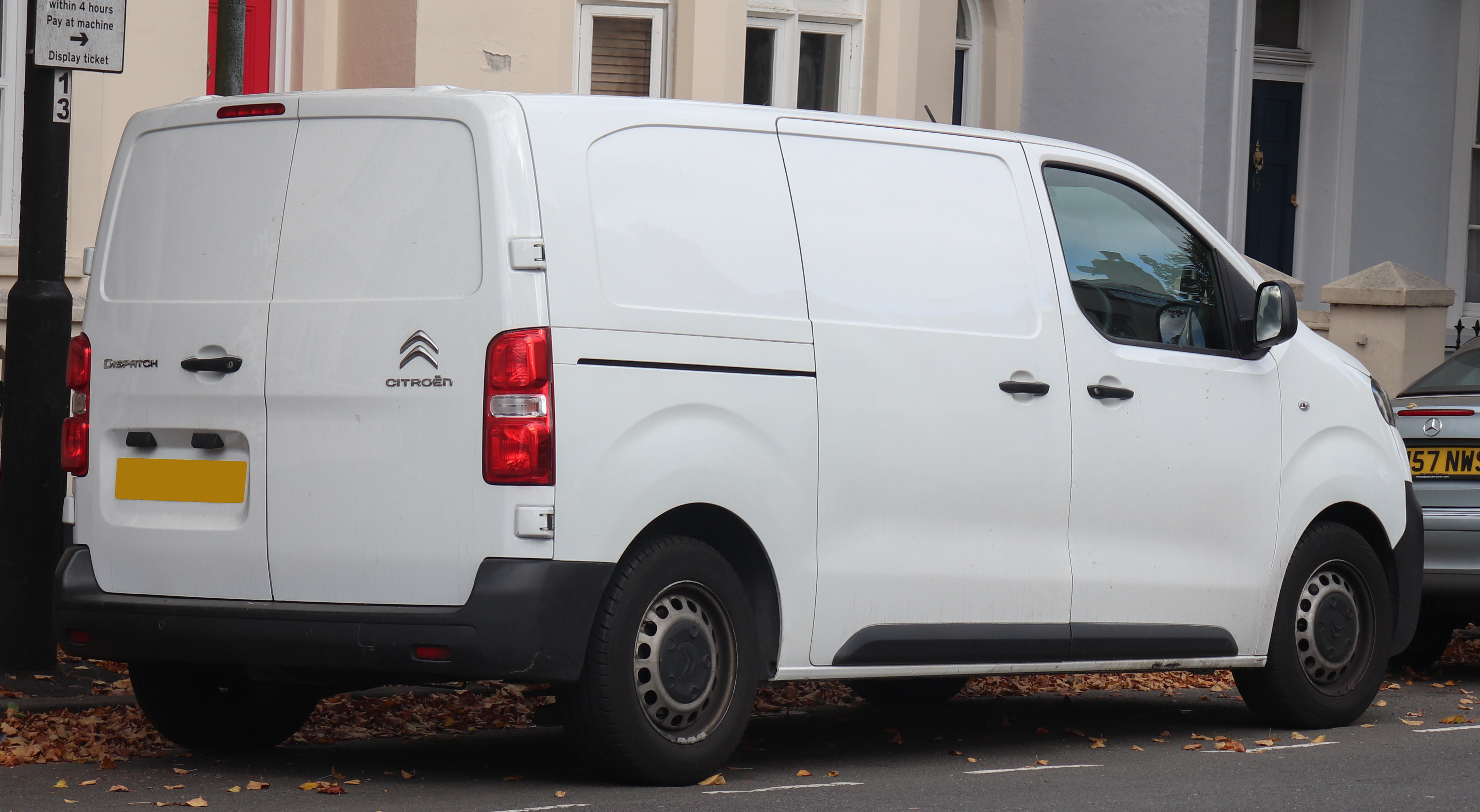
Citroën Dispatch (Reino Unido)
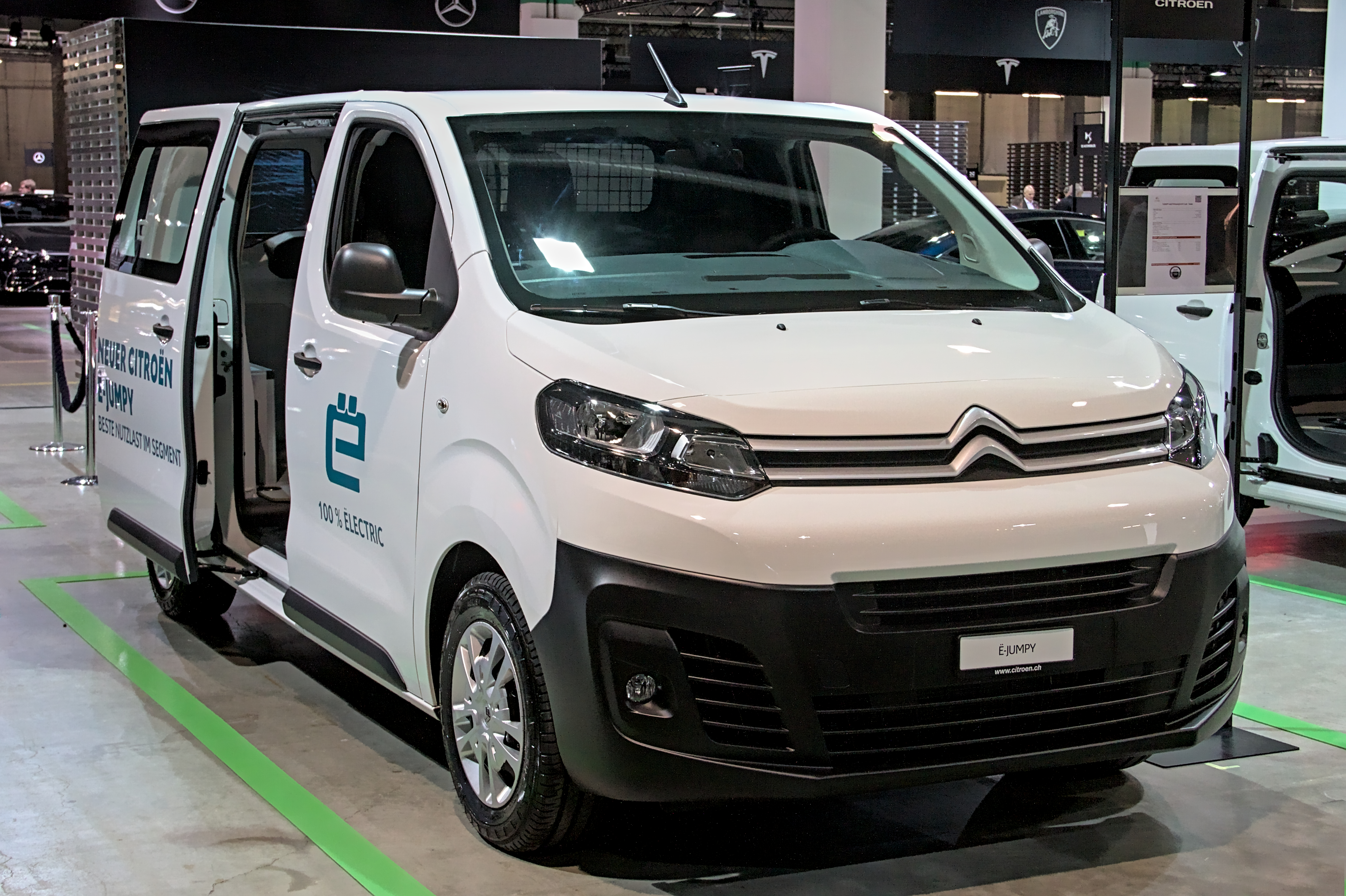
Citroën ë-Jumpy
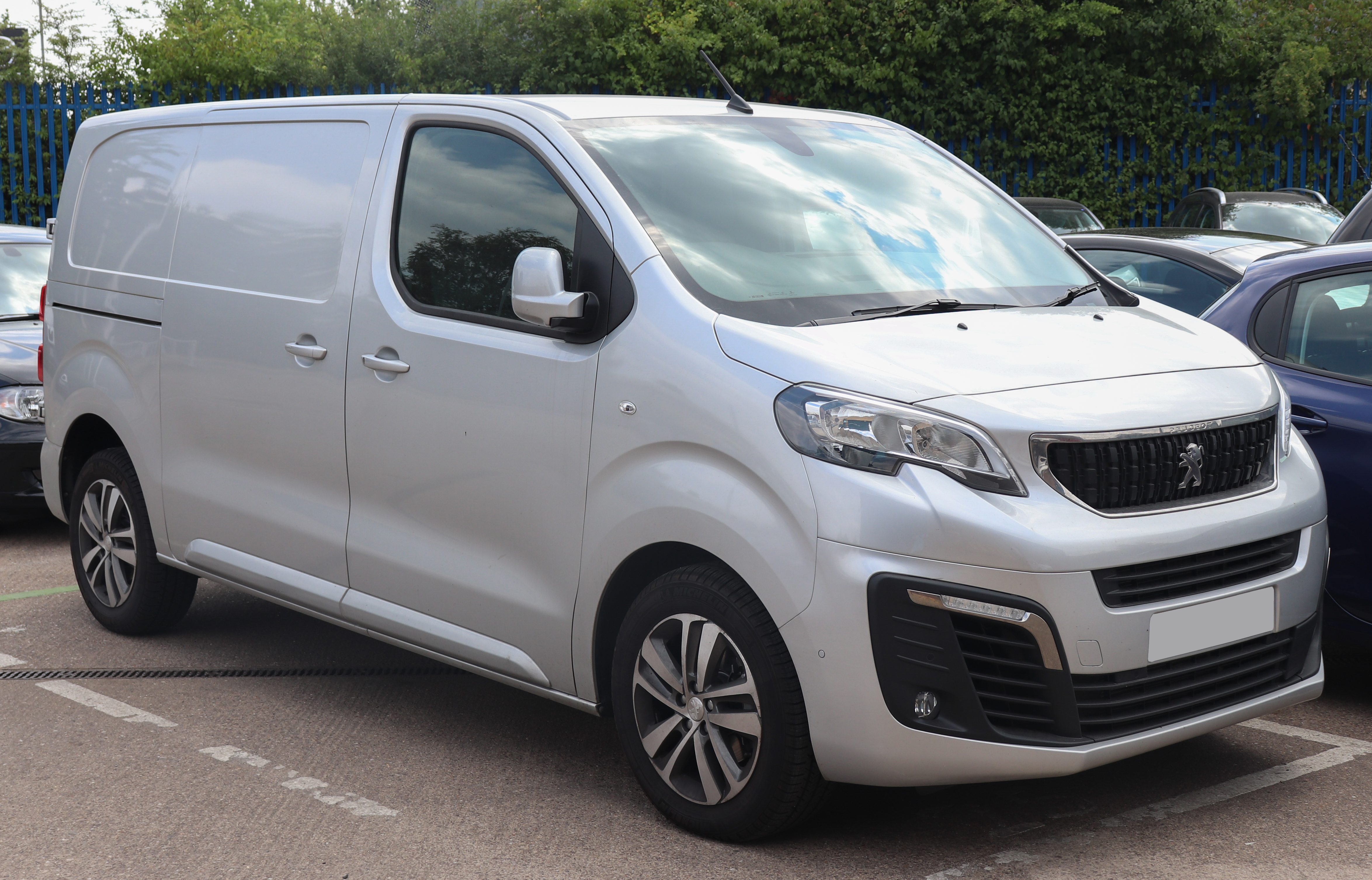
Peugeot Expert
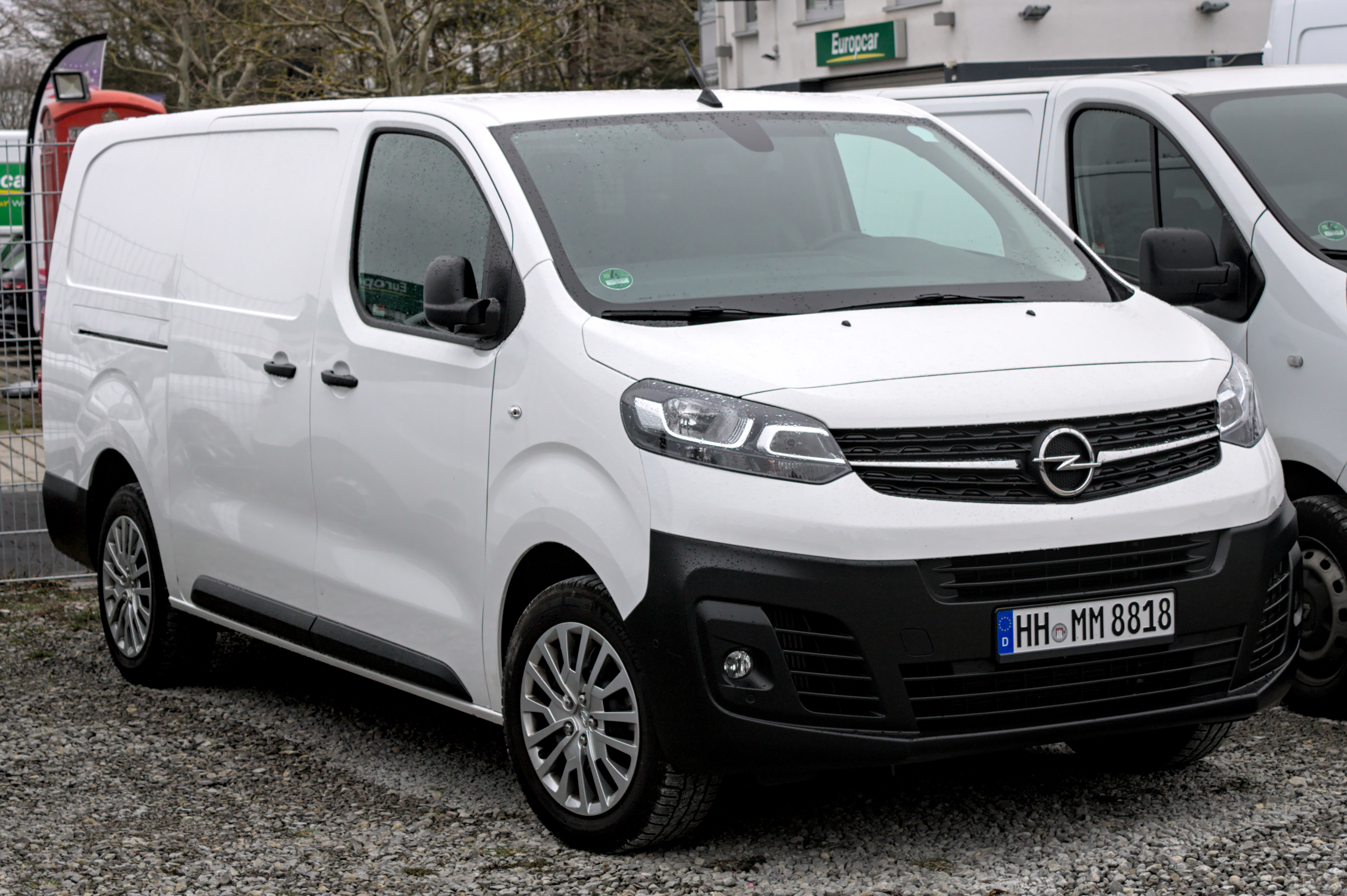
Opel Vivaro
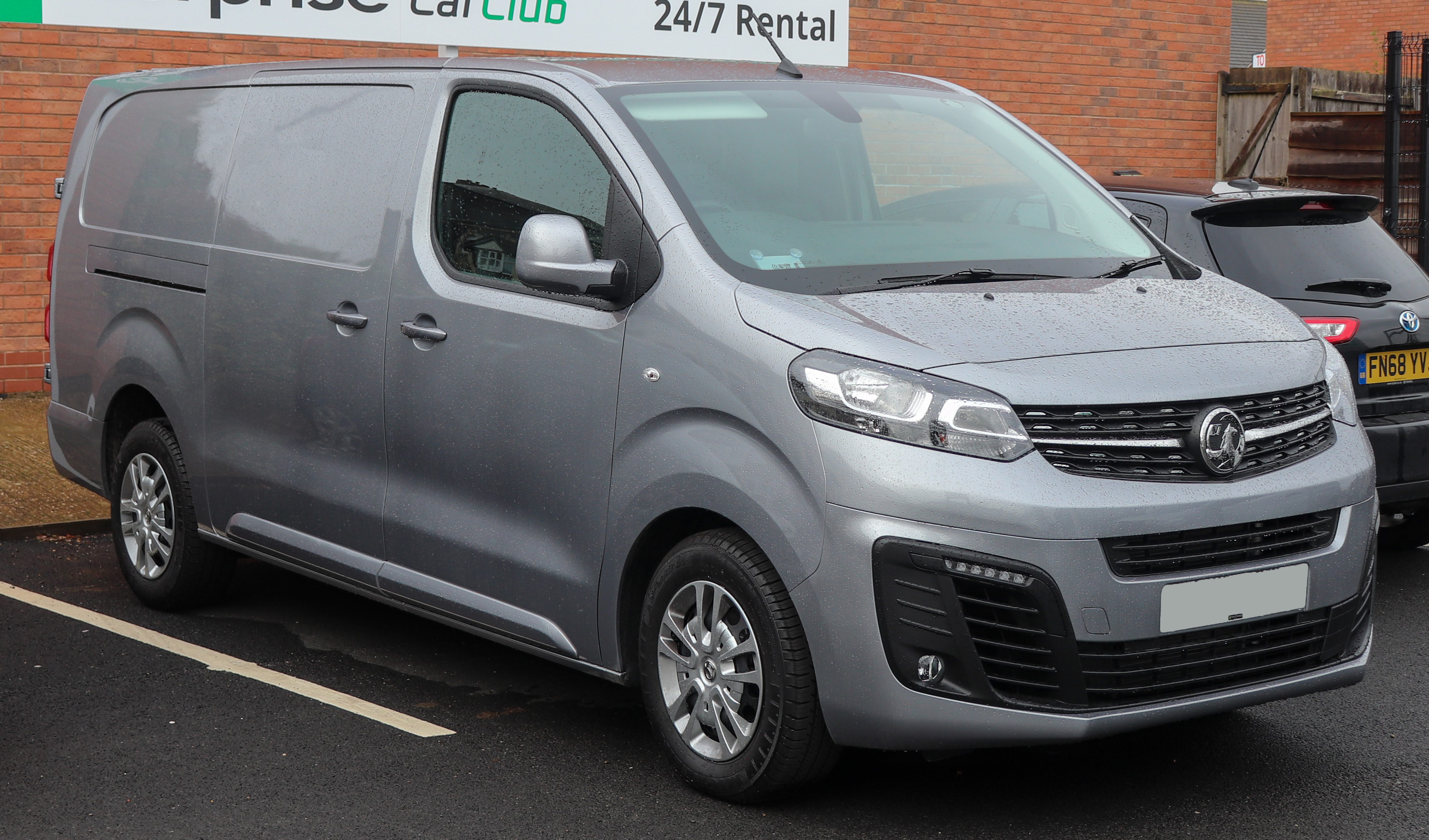
Vauxhall Vivaro
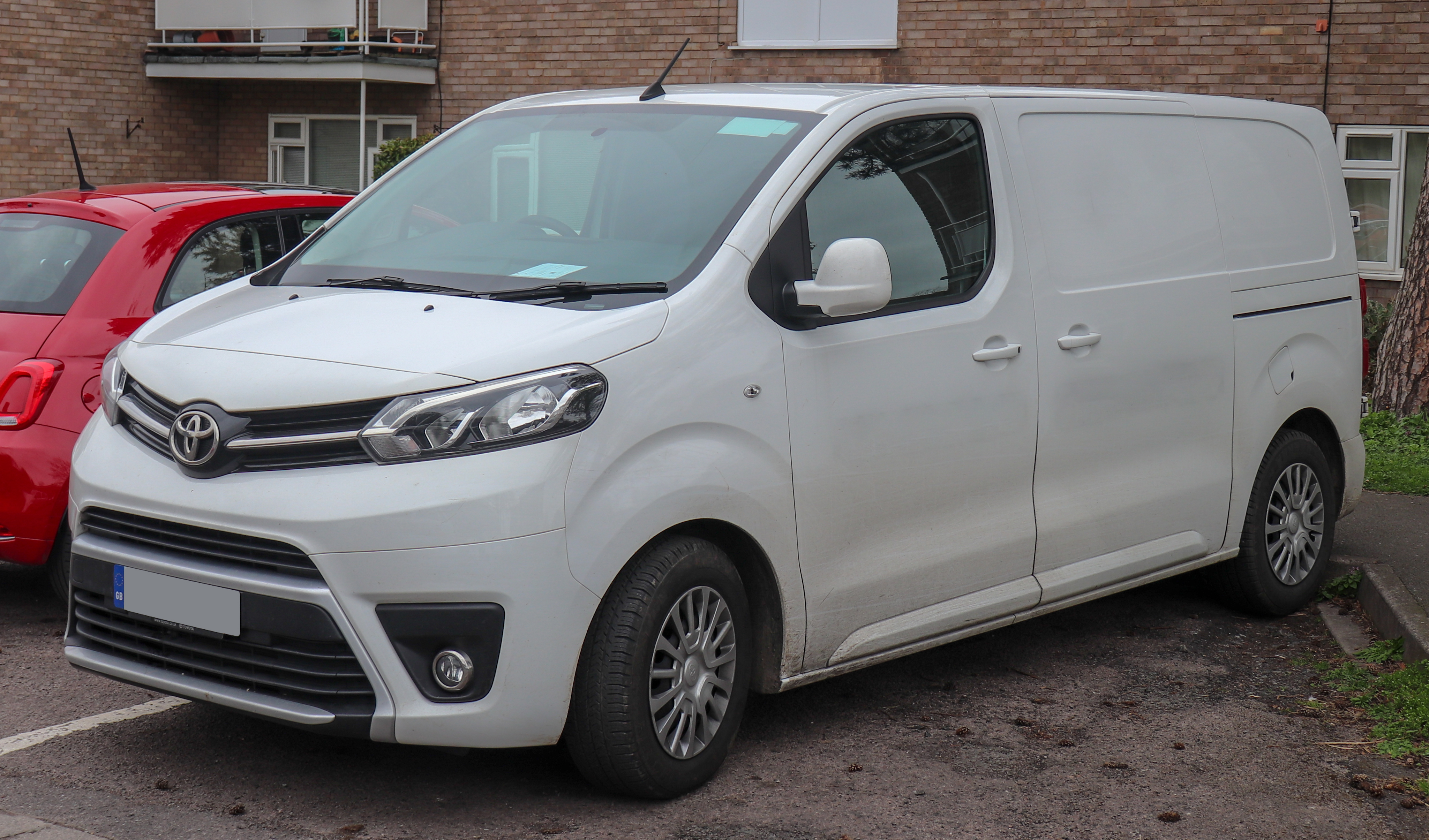
Toyota Proace
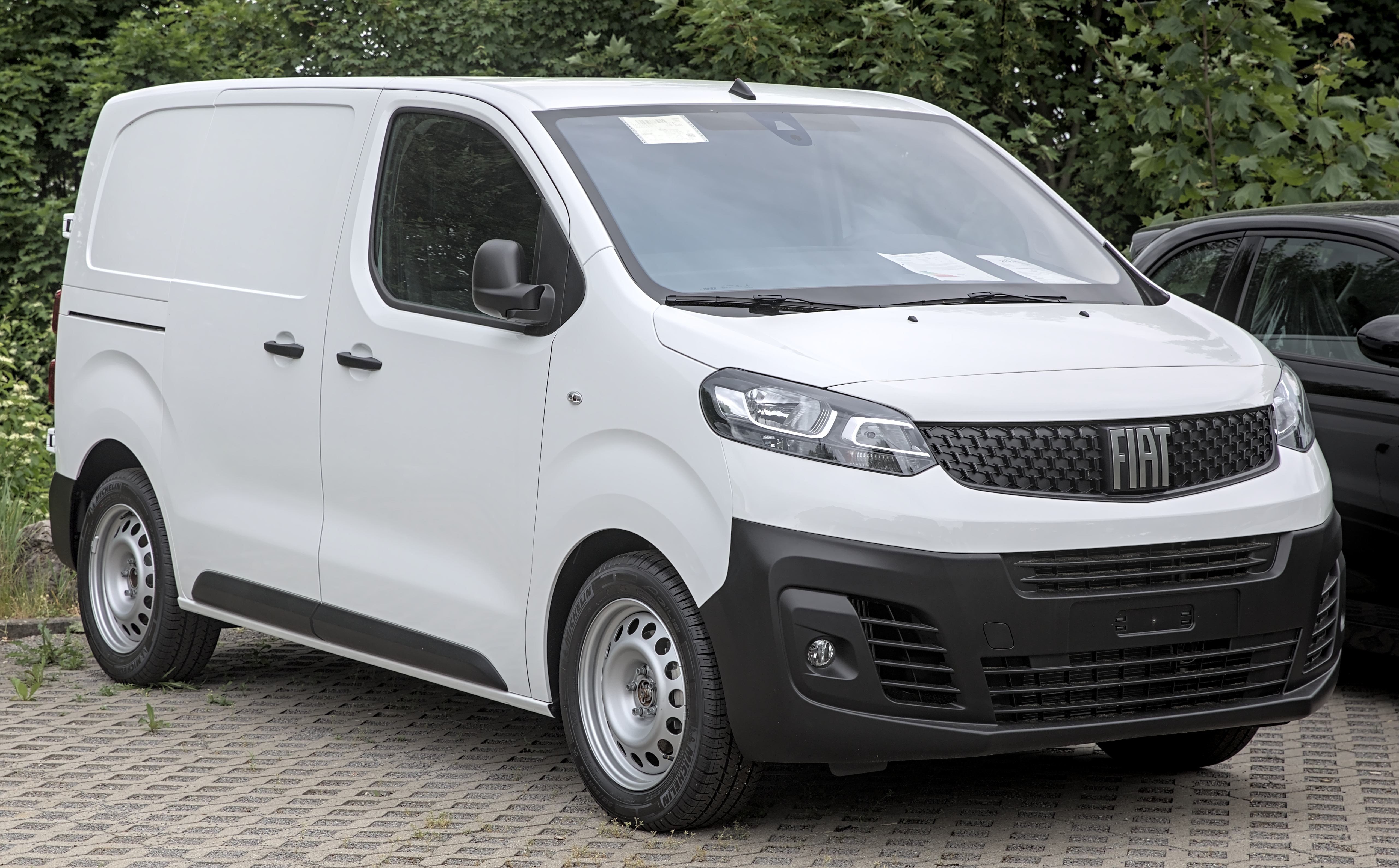
Fiat Scudo
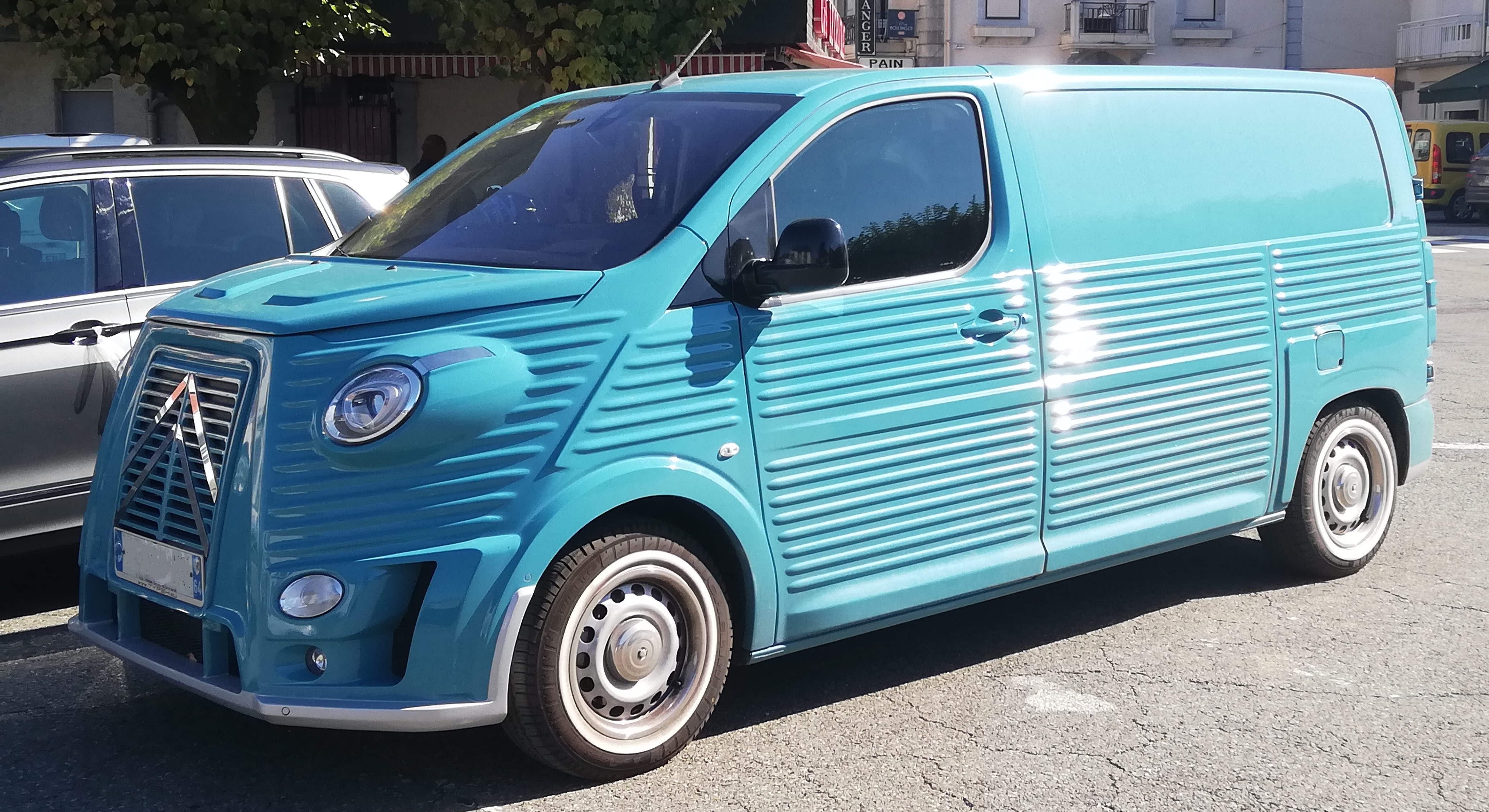
Citroën Jumpy Type HG

#### Versiones de pasajeros

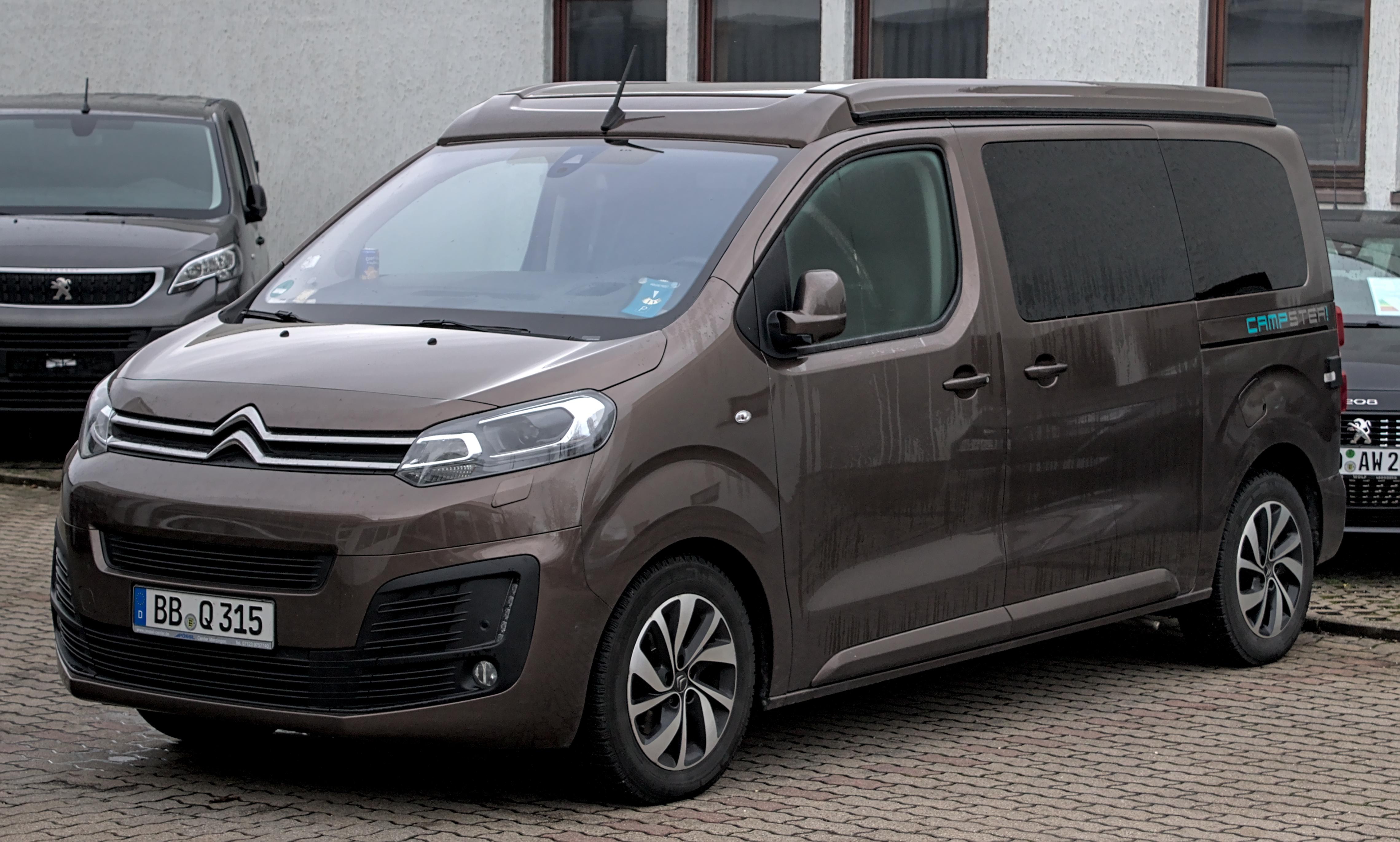
Citroën SpaceTourer
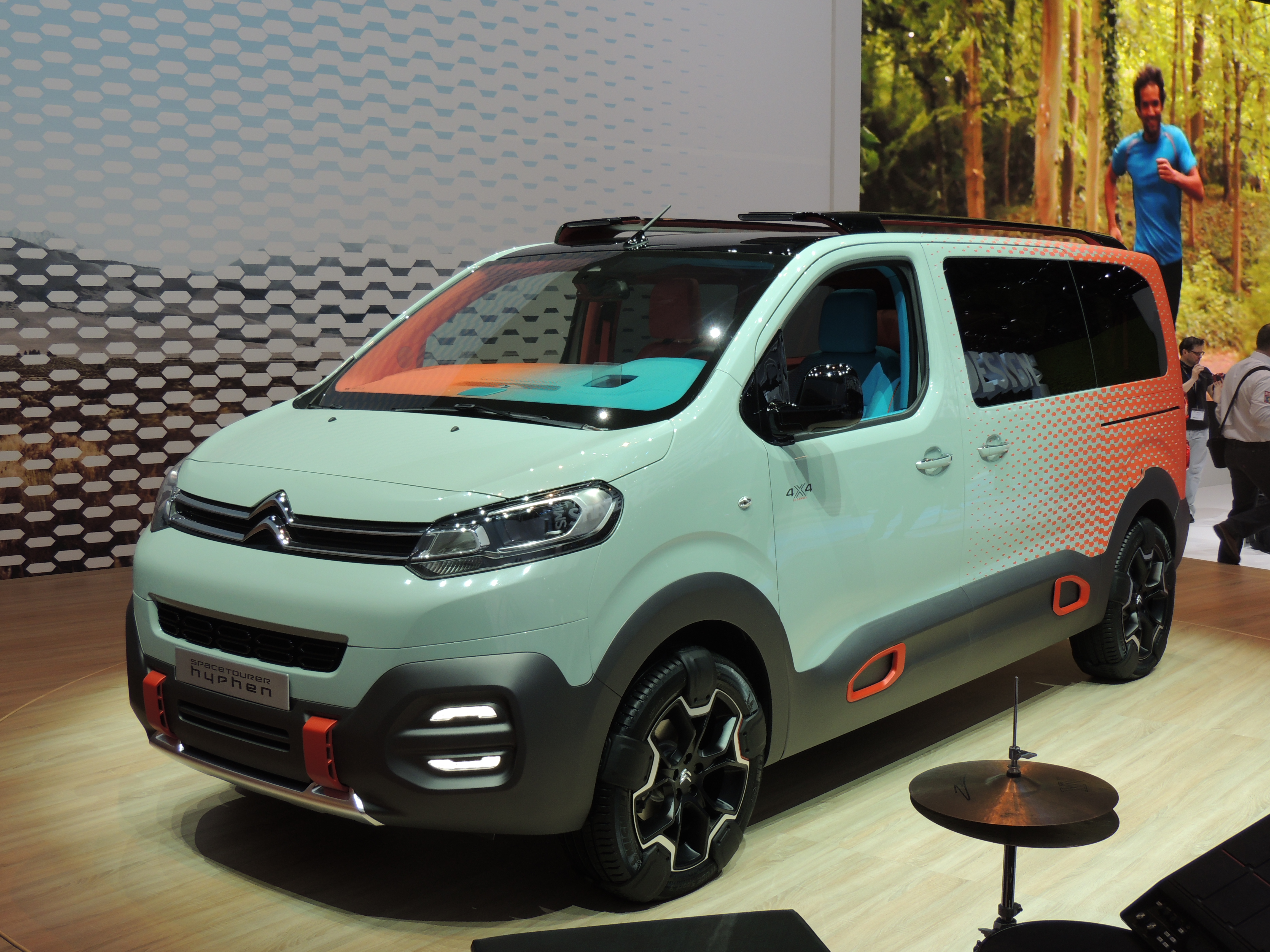
Citroën SpaceTourer Hyphen Concept
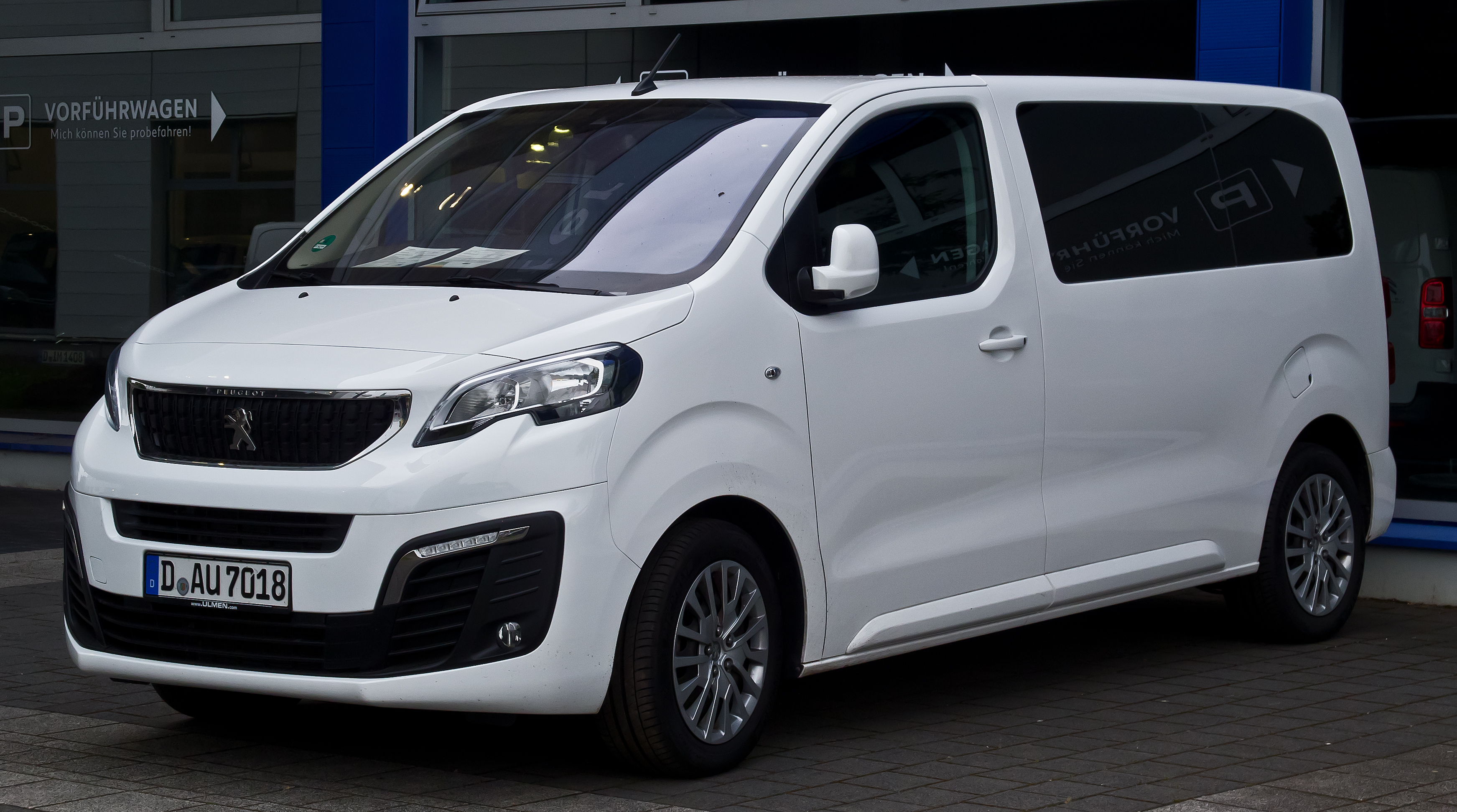
Peugeot Traveller
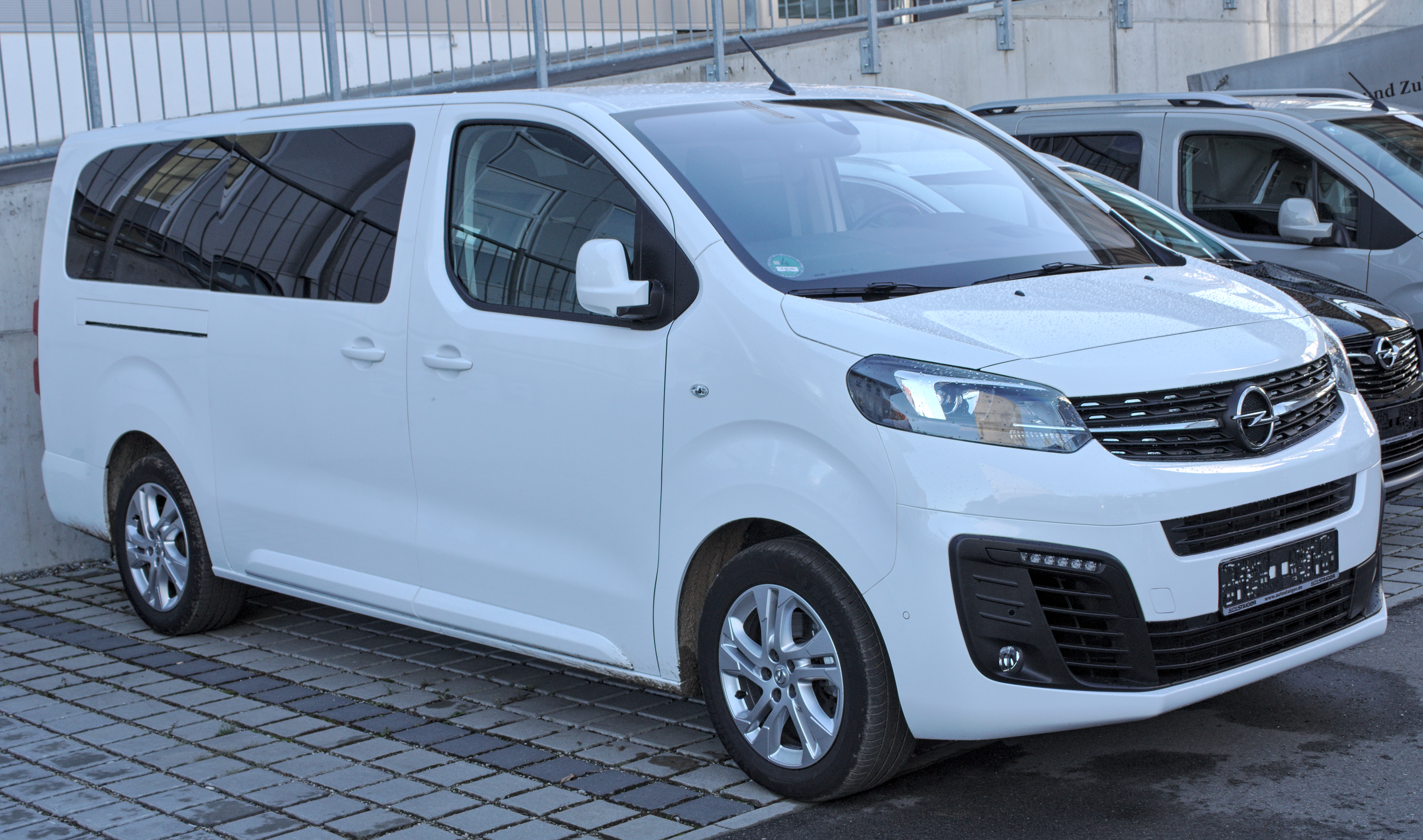
Opel Zafira Life
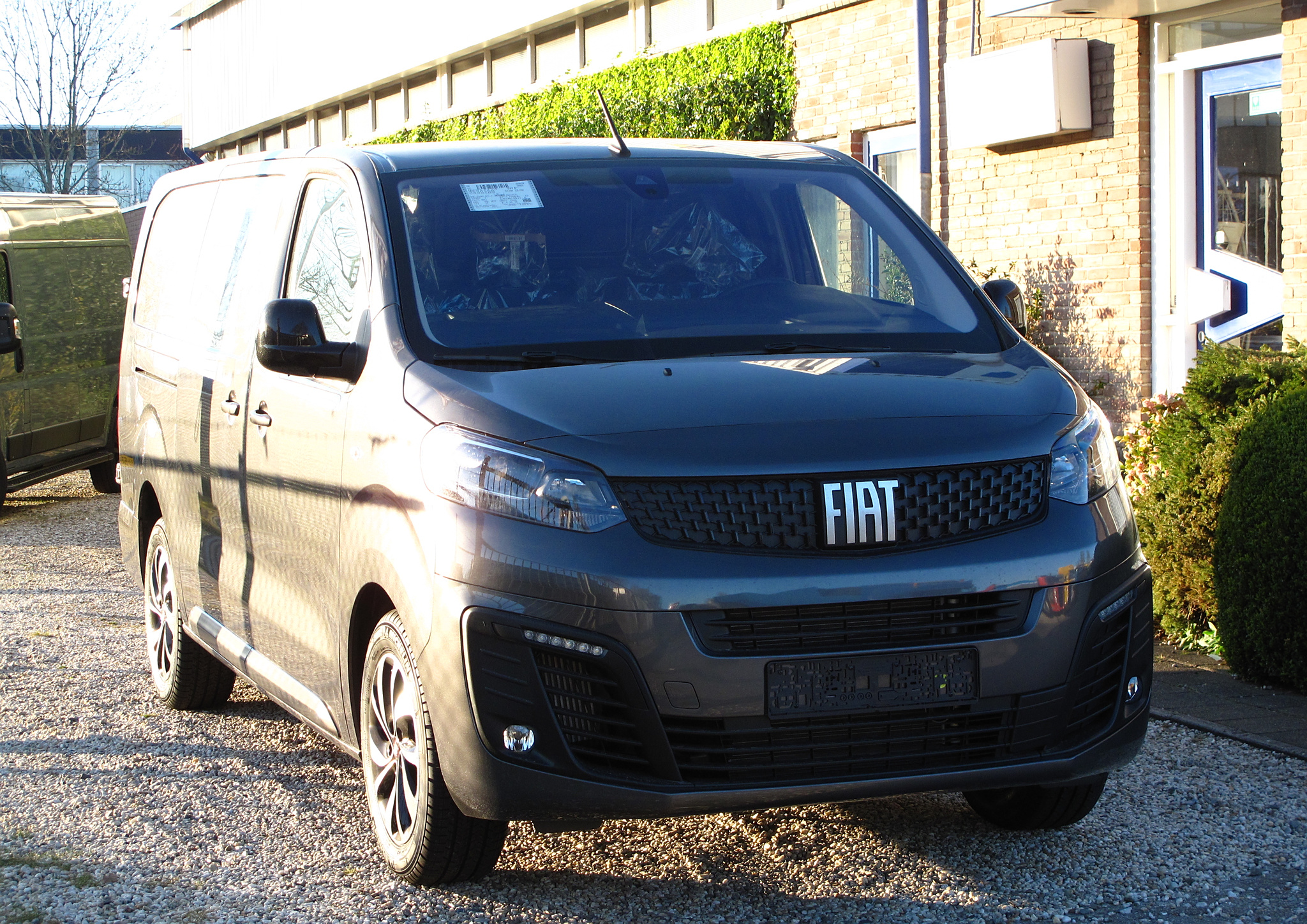
Fiat Ulysse
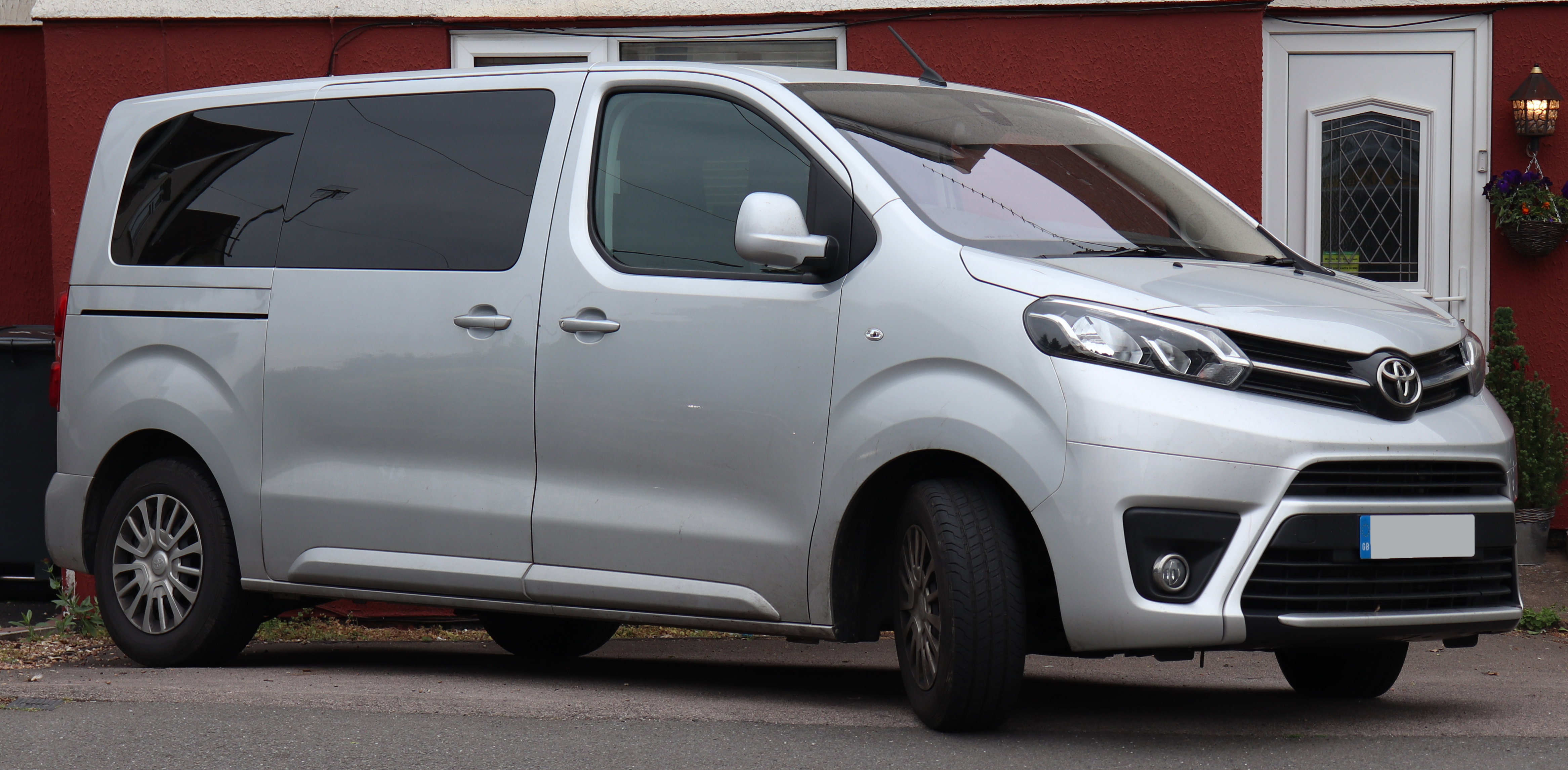
Toyota ProAce Verso
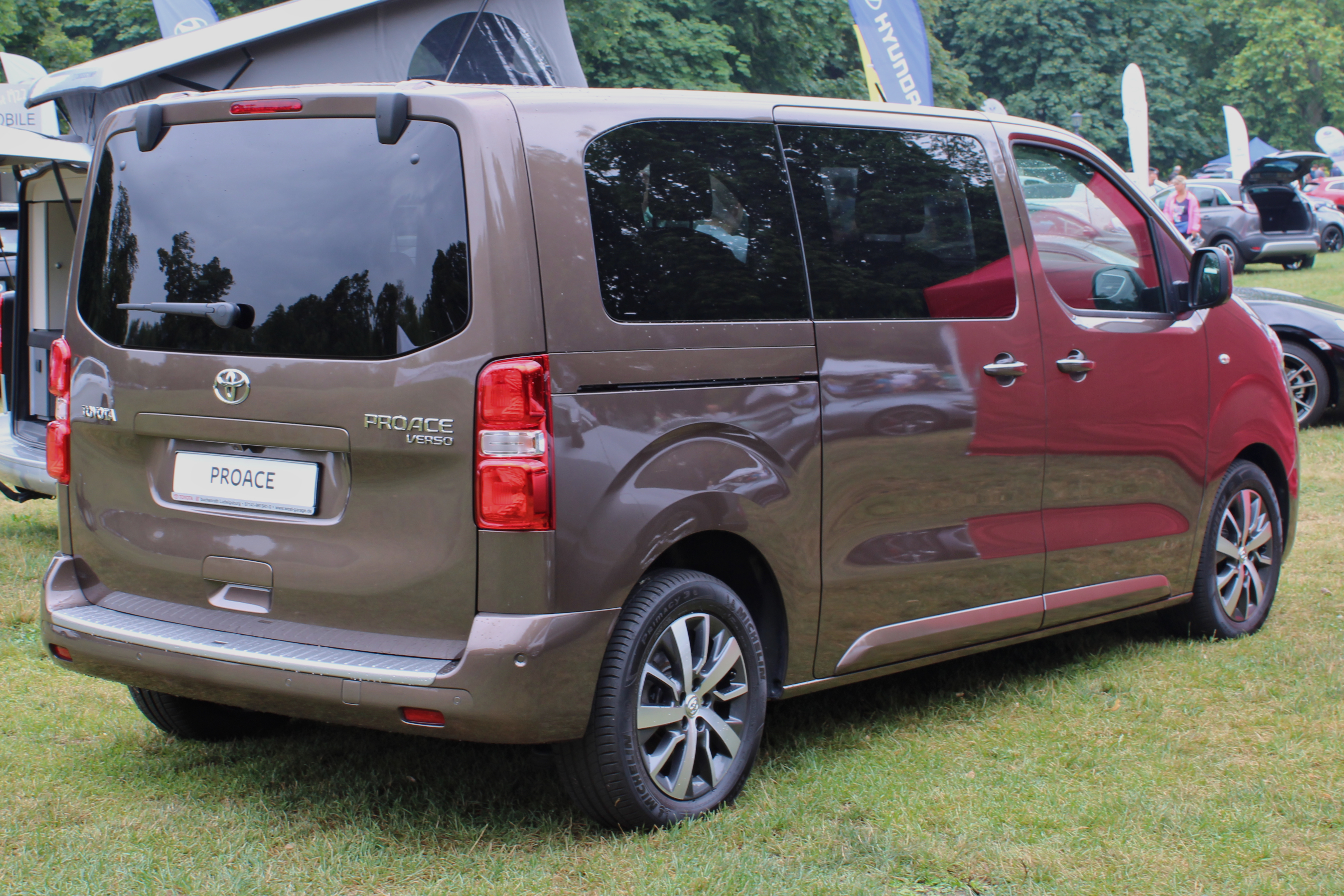
Toyota ProAce Verso
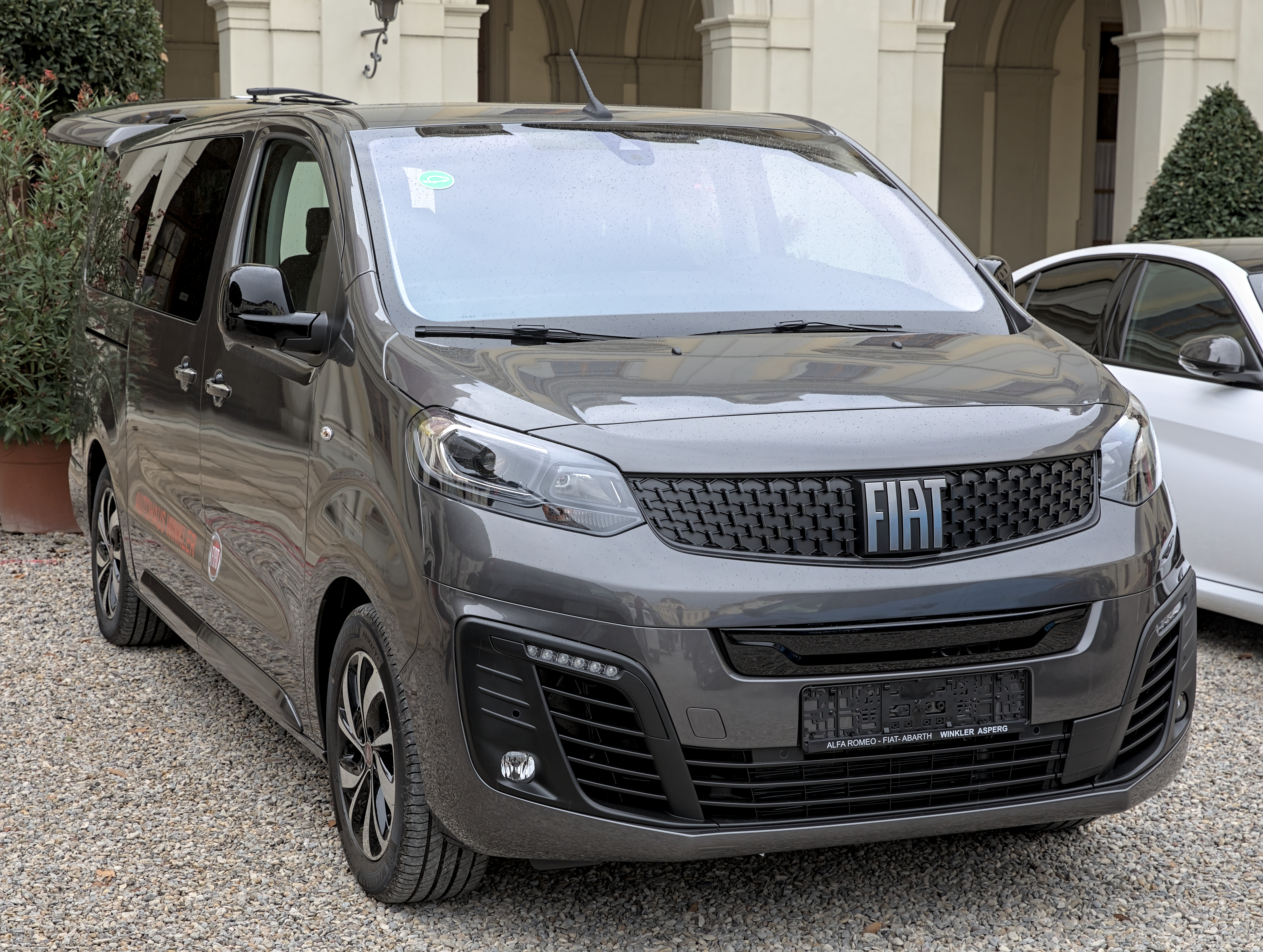
Fiat E-Ulysse

### Facelift
Stellantis presentó las actualizaciones de imagen de las furgonetas el 23 de octubre de 2023. En todas las versiones, la parrilla superior se ha eliminado por completo para reducir la resistencia del aire. Cada furgoneta ha incorporado una pantalla de infoentretenimiento más grande de 10 pulgadas y nuevos sistemas de asistencia al conductor, incluyendo capacidades de conducción autónoma de Nivel 2. Las furgonetas Peugeot, Citroën, Opel, Vauxhall y Toyota también han sido equipadas con el logotipo actualizado de la marca.

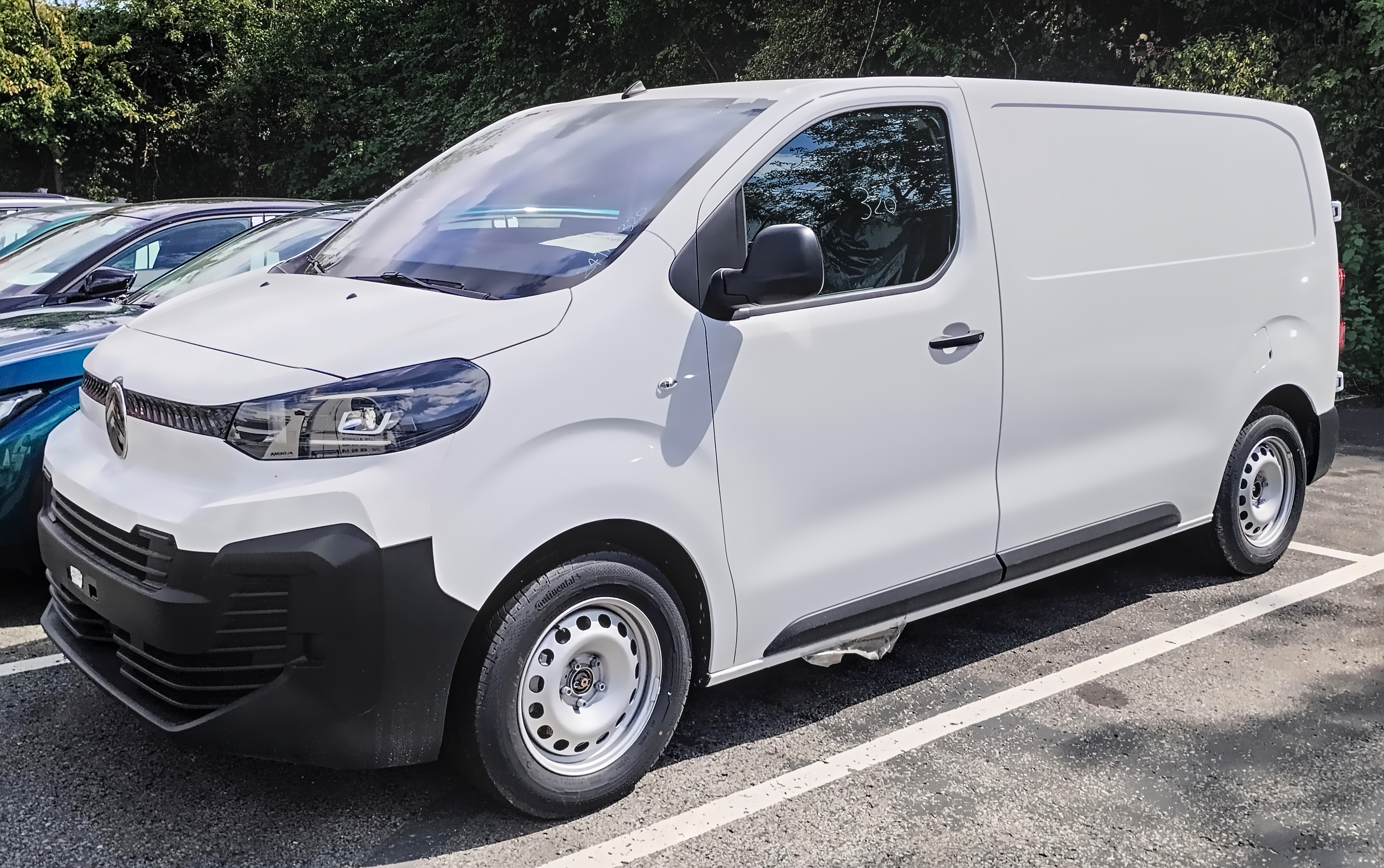
2024 Citroën Jumpy
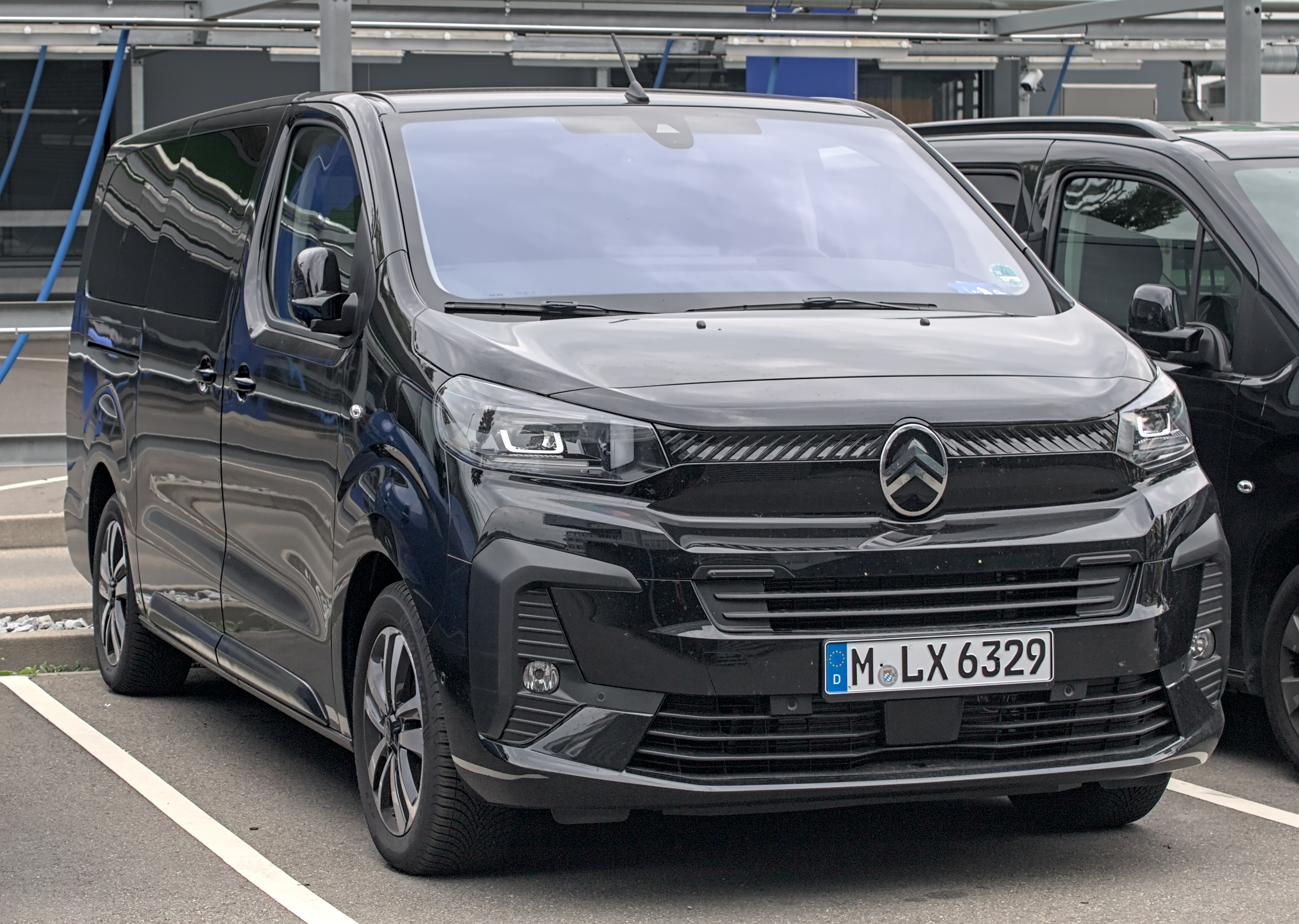
2024 Citroën SpaceTourer
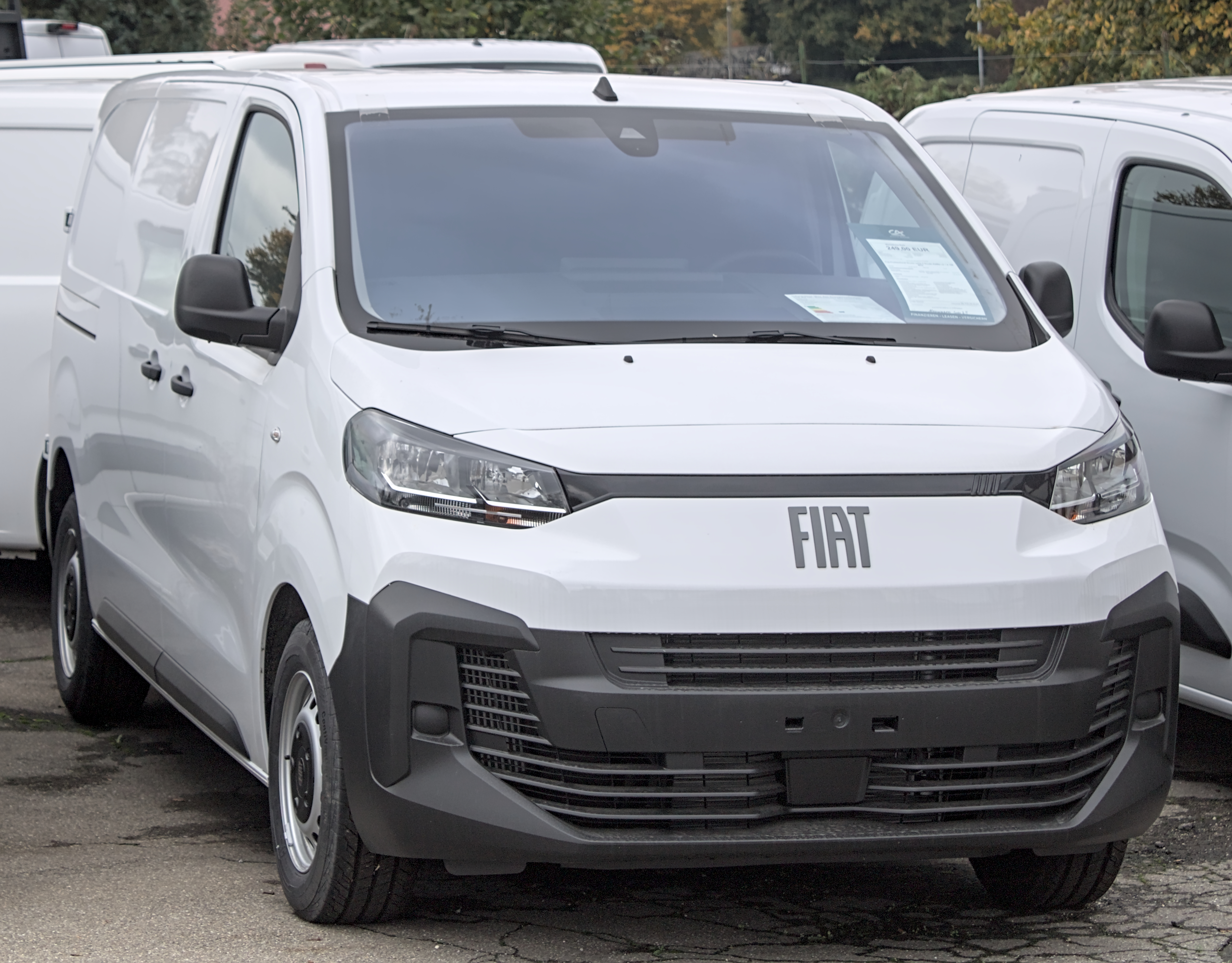
2024 Fiat Scudo
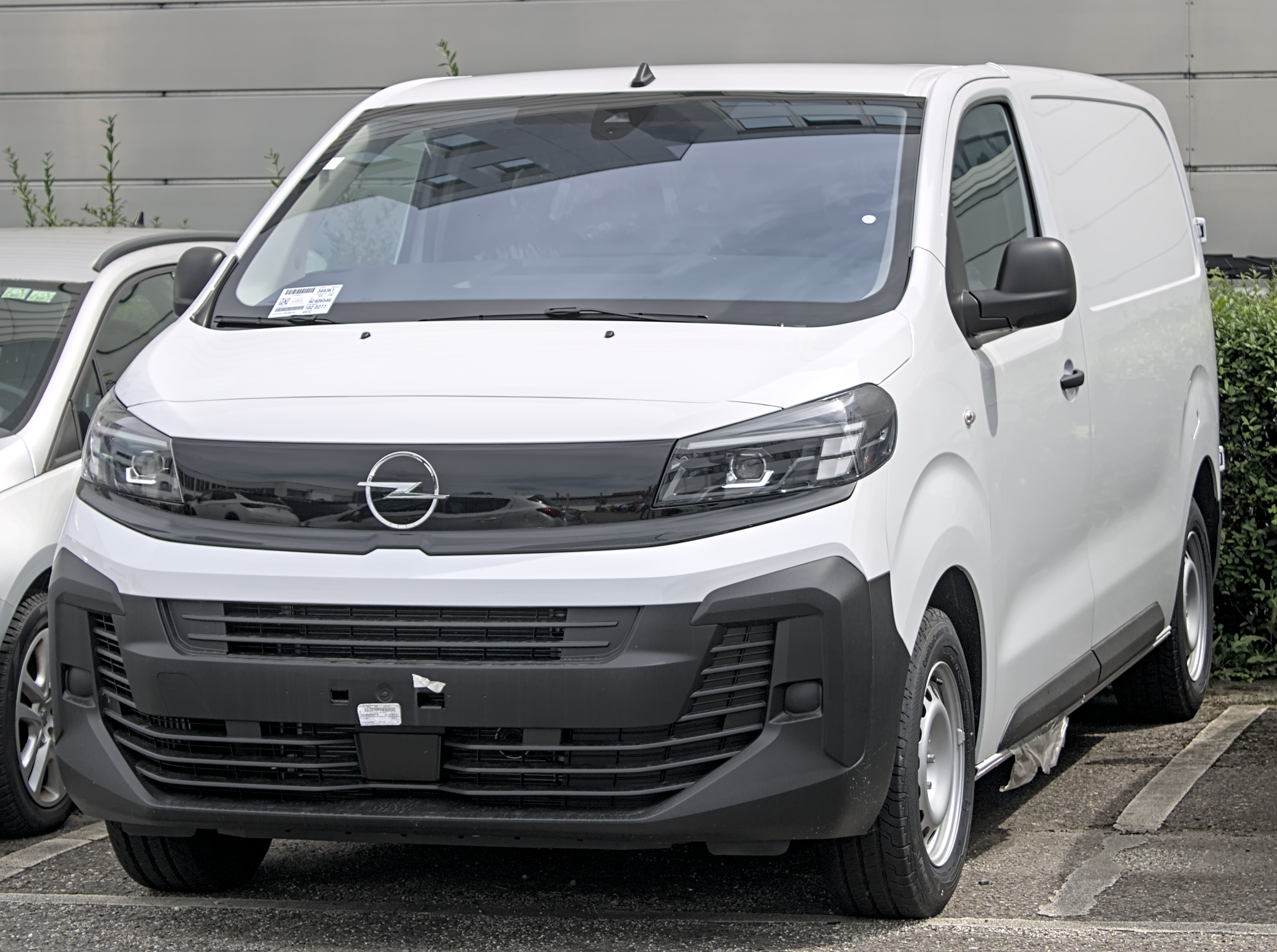
2024 Opel Vivaro
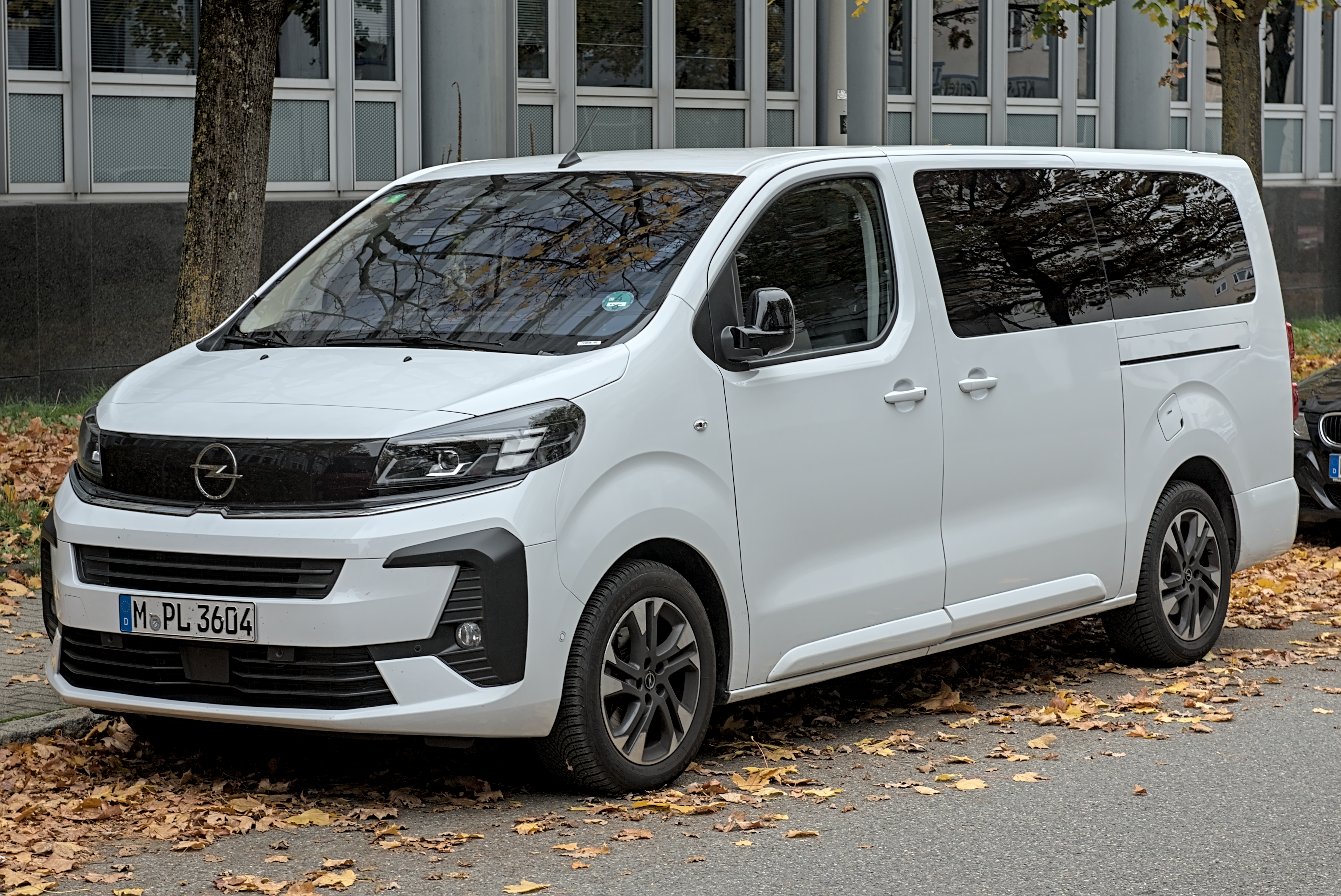
2024 Opel Zafira Life
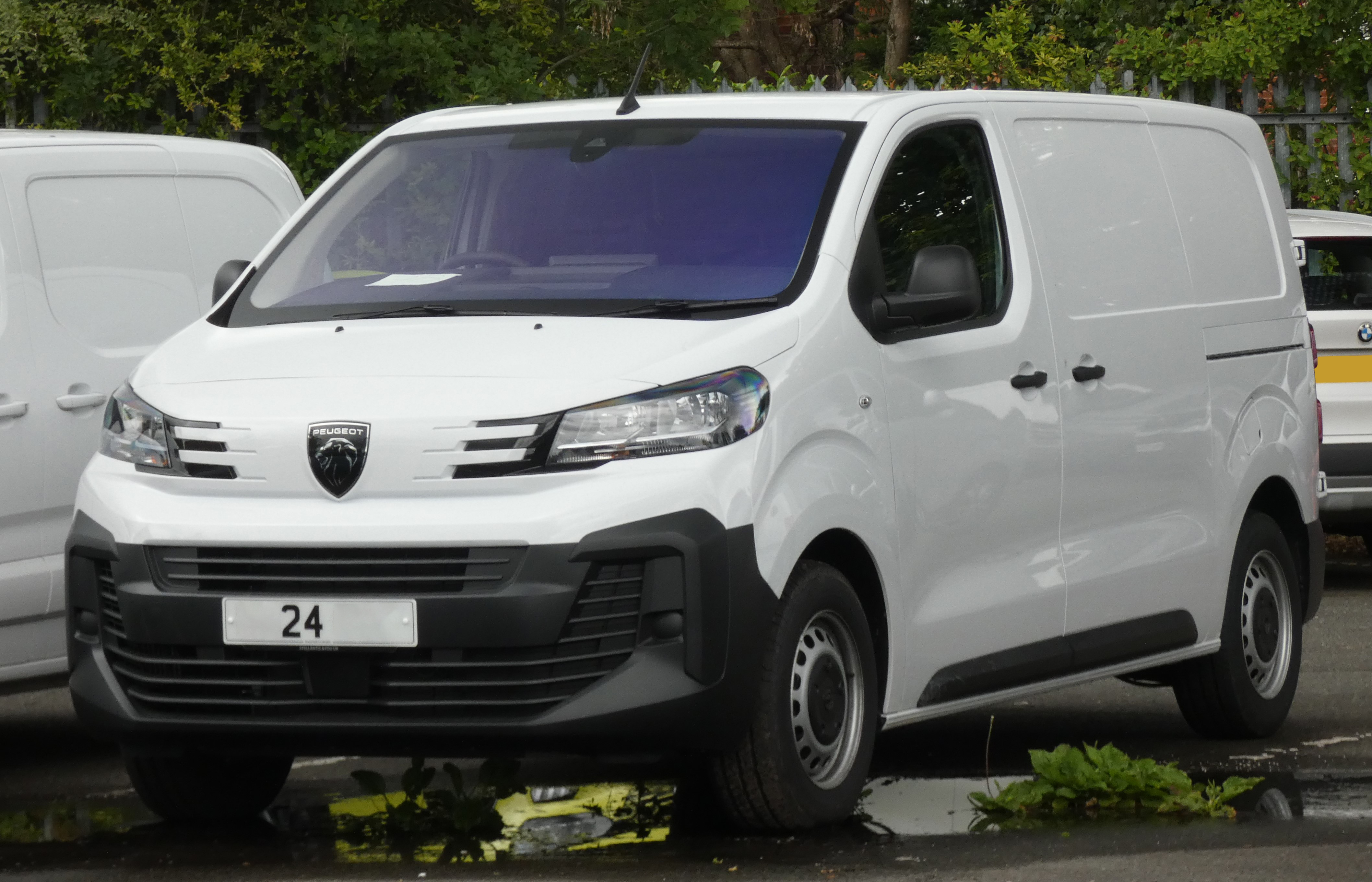
2024 Peugeot Expert
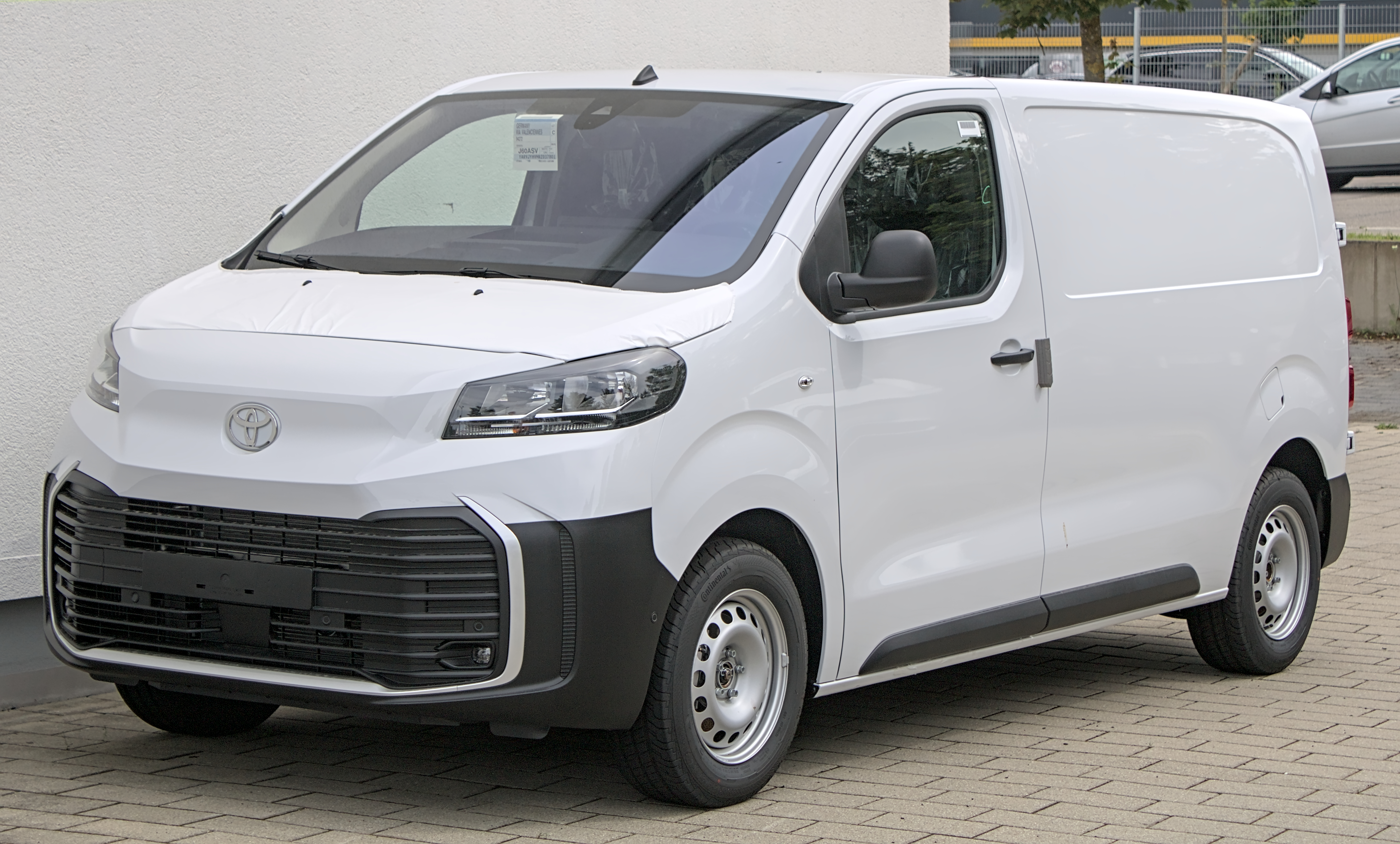
2024 Toyota Proace
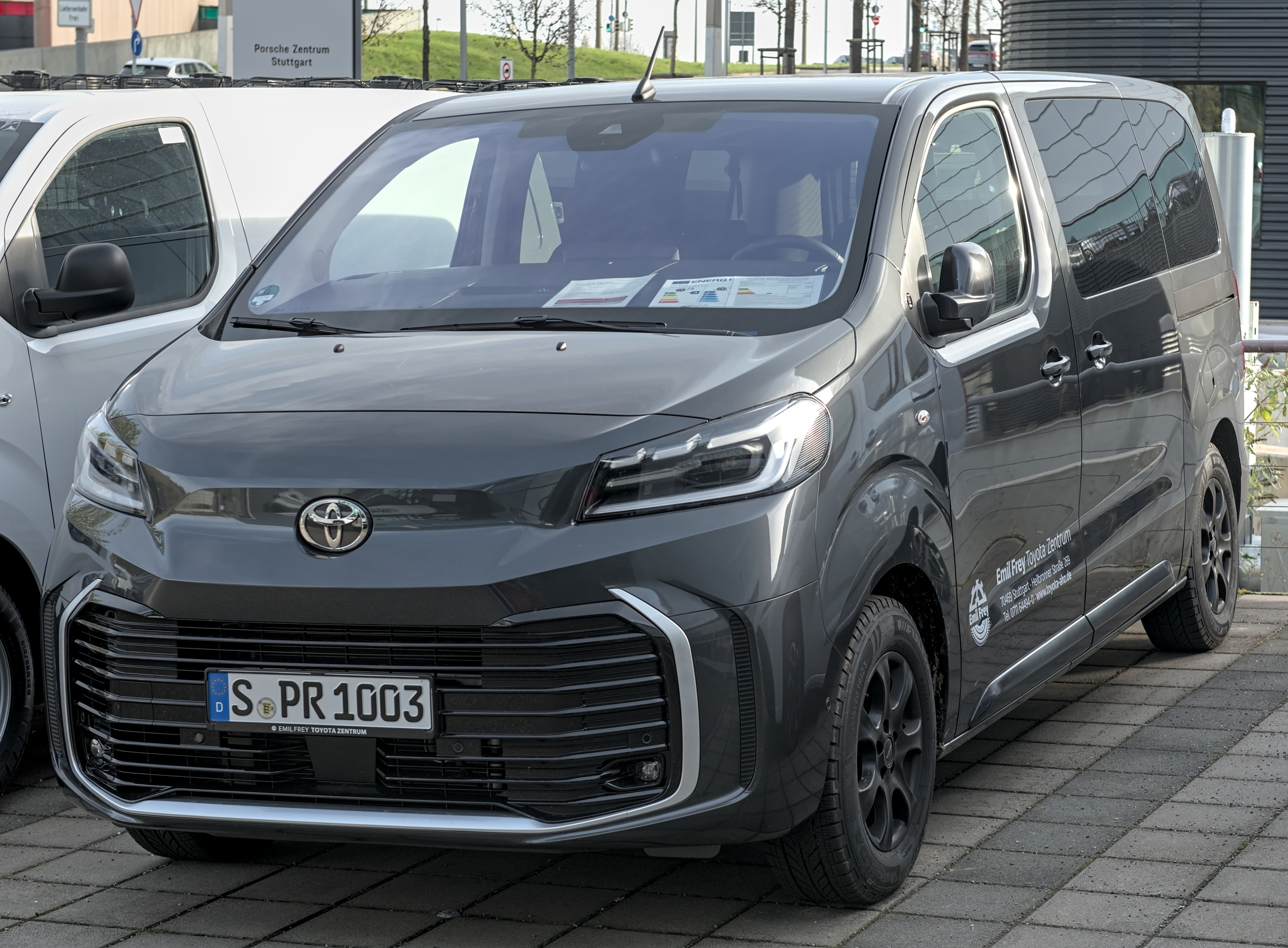
2024 Toyota ProAce Verso